# Italiaanse renaissance
De Italiaanse renaissance is een in de 14e eeuw in Italië ontstane intellectueel-culturele beweging, periode en kunststijl die omstreeks 1500 haar hoogtepunt bereikte. In navolging van Jacob Burckhardt, beschouwde de geschiedschrijving deze culturele beweging lange tijd als een afrekening met de middeleeuwen. Deze visie geldt inmiddels als achterhaald. Alleen in de kunst en de literatuur was sprake van een duidelijke breuk met de voorgaande periode van de middeleeuwen.

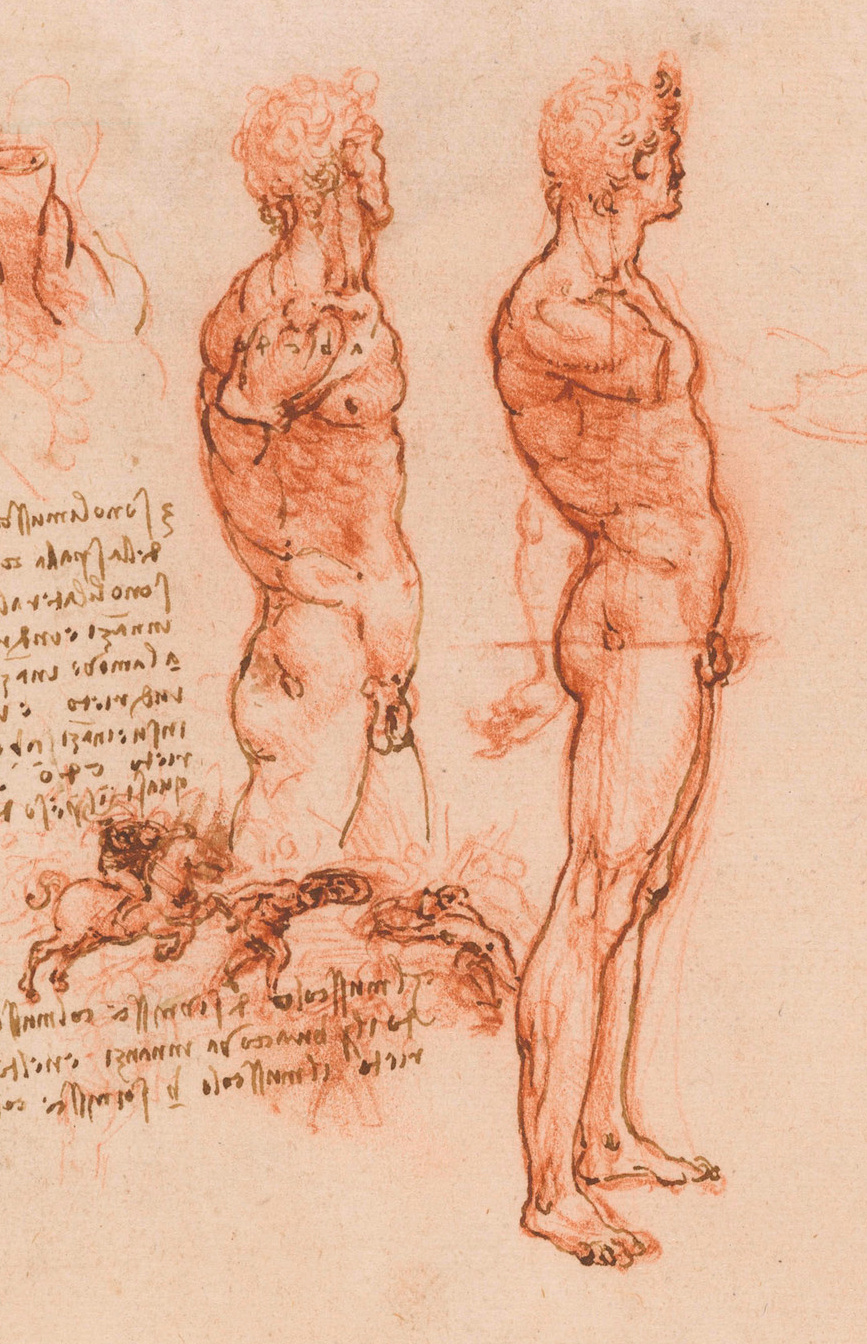
Leonardo da Vinci: Anatomie van een mannelijk naakt (schets).

Het begin van de renaissance leggen sommige historici in de eerste helft van de veertiende eeuw. Veel aspecten van de Italiaanse cultuur en samenleving bleven echter middeleeuws, zo bleef de Kerk onverminderd machtig. Veel kunstwerken uit de renaissance hebben een religieuze thematiek en bevinden zich in religieuze gebouwen, zoals het fresco van het Laatste Avondmaal van Leonardo da Vinci in een Milanees klooster, en de plafondschilderingen van Michelangelo in de Sixtijnse Kapel. En zelfs het katholieke machtssymbool bij uitstek, de Sint-Pietersbasiliek, is in de renaissance ontworpen en gebouwd. 
De notie van een renaissance (de Franse vertaling van het Italiaanse rinascita, wedergeboorte, namelijk van de klassieke oudheid) kwam oorspronkelijk van Florentijnen die reflecteerden op, met name de culturele aspecten van, hun eigen geschiedenis. Vooral in de neolatijnse literatuur en de beeldende kunst vanaf 1300 (het trecento) is een geleidelijk negatievere houding merkbaar ten opzichte van de voorgaande middeleeuwen, de periode tussen het einde van de oude wereld en het trecento. De middeleeuwen worden daarin steeds vaker neergezet als een periode van duisternis, zonder welsprekendheid, poëzie, grote sculpturen en schilderijen. Voorbeelden van deze houding vindt men in de geschriften van Petrarca en Boccaccio, Salutati en Bruni, en bij kunstenaars en architecten als Ghiberti en Alberti. Deze humanisten en hun navolgers stelden zich ten doel om na de "periode van barbarij", zoals ze de middeleeuwen noemden, de klassieke idealen te doen herleven. De superieur geachte cultuur van de klassieke oudheid diende in ere te worden hersteld en, zo mogelijk, te worden overtroffen (translatio, imitatio en aemulatio). Deze ontwikkelingen, hoe opmerkelijk ook, werden slechts gedragen door een overwegend mannelijke elite. Voor de grote meerderheid van de bevolking veranderde er weinig: de renaissance bleef als culturele beweging in Italië grotendeels beperkt tot de kring van geletterden en patroons.
De Italiaanse renaissance beleefde haar hoogtepunt omstreeks 1500, waarna de Italiaanse oorlogen de regio ontwrichtten. De ideeën en kunstuitingen van de renaissance verspreidden zich echter verder in Europa. In veel Europese landen was niet alleen sprake van beïnvloeding vanuit Italië, maar dikwijls ook van vergelijkbare culturele ontwikkelingen van eigen bodem.

## Het begrip "Italiaanse renaissance"
Om te beginnen was het idee van de renaissance als een gouden tijdperk na eeuwen van duisternis niets anders dan een verhaal dat de humanisten uit die tijd zelf ophingen; het was een zeer zelfbewuste beweging die haar eigen reputatie vormde. Zo eiste in 1492 de Italiaanse humanist Marsilio Ficino voor zijn geboortestad Florence de eer op dat "daar de vrije kunsten in ere werden hersteld".
Het idee van de renaissance als historisch periodebegrip werd gelanceerd door Jacob Burckhardt in zijn boek Die Kultur der Renaissance in Italien uit 1860. Burckhardt sprak van een Kulturepoche. Hij zag de renaissance als een geheel, tot uitdrukking gebracht in alle aspecten (politiek, wetenschap, godsdienst,...) van de maatschappij. De kunst liet hij in zijn werk praktisch buiten beschouwing, omdat die volgens hem een eigen ontwikkeling volgde. Kernbegrippen in de negentiende-eeuwse visie op de renaissance zijn: realisme, secularisering en individualisme. Aan de middeleeuwen worden tegengestelde karakteristieken toegeschreven.
In navolging van Burckhardt gold de Italiaanse renaissance lange tijd als het begin van de nieuwe tijd, het Italië van de Medici was de eerste 'moderne' cultuur. Op dit punt is de perceptie inmiddels radicaal gewijzigd. Waar Burckhardt een duidelijke breuk zag met de middeleeuwen, zien hedendaagse historici vooral continuïteit. In plaats van 'modern' wordt de wereld van de renaissance veeleer als 'archaïsch' beschouwd.
Italië was in de eerste plaats een agrarische maatschappij: een groot deel van de bevolking werkte in de landbouw en was analfabeet; de economie was in hoge mate afhankelijk van last- en trekdieren. Van de 9 à 10 miljoen mensen die in Italië leefden, leefde het grootste deel in bittere armoede. Feitelijk bleven de welvaart en intellectuele cultuur beperkt tot de steden. Peter Burke wijst erop dat de boerenbevolking van Italië een eigen cultuur bezat, maar hij besteedt er in zijn studie over de Italiaanse renaissance vervolgens geen aandacht aan. Het is een ander onderwerp. In vergelijking met de vloedgolf aan publicaties over de Italiaanse steden is er weinig onderzoek gedaan naar het leven op het platteland tijdens de renaissance.
Het idee dat renaissancekunst superieur is aan middeleeuwse kunst was lange tijd het uitgangspunt van iedere studie van de renaissance. Ook een vergelijking van de literaire prestaties van middeleeuwen en renaissance viel a priori in het voordeel van de laatste uit. Vervolgens stond iedere onderzoeker voor de taak deze plotselinge uitbarsting van creativiteit in Italië te verklaren. Een vroege humanist als Leonardo Bruni legde een verband met de politieke vrijheid van Florence. Een republikeins staatsbestel en culturele bloei waren voor hem onlosmakelijk met elkaar verbonden. Giorgio Vasari, die in 1550 een verzameling biografieën van kunstenaars publiceerde, dacht eerder aan sociale factoren, zoals kritische zin en onderlinge concurrentie.
Toch heeft het enkele eeuwen geduurd voordat de serieuze historiografie aandacht begon te besteden aan de culturele ontwikkelingen in Italië in de vijftiende eeuw. Voltaire en de verlichting waren in dit geval het omslagpunt: nadien werd ook de bestudering van sociale en culturele ontwikkelingen in het verleden serieus genomen.
Hoewel inmiddels het baanbrekend karakter van de Italiaanse renaissance in veel opzichten als een achterhaalde opvatting geldt, is men het er doorgaans wel over eens dat op ten minste drie terreinen sprake was van een opmerkelijke opeenvolging van artistieke prestaties: in de schilderkunst, in de beeldhouwkunst en in de architectuur. Maar zelfs op deze terreinen heeft de renaissance aan belang ingeboet: de moderne kunst en moderne architectuur hebben zich heel bewust van de klassieke traditie en daarmee ook van de renaissance afgewend.
Zoals meestal is ook van de renaissance de afbakening in de tijd omstreden. Het idee van een wedergeboorte is vanaf ~1340 terug te vinden in geschriften en werd aanvankelijk vooral in verband gebracht met Dante Alighieri en Giotto di Bondone. De Italiaanse renaissance heeft geen scherp bepaalde begin- of eindgrens; in de kunstgeschiedenis is datering tussen ca. 1340 en ca. 1550 gangbaar.

## Demografie
Uiteraard berusten alle gegevens over de omvang van de bevolking tijdens de renaissance op schattingen. Unanimiteit zal daarover niet bereikt worden. Wel zijn de verschillen tussen de opvattingen van de demografen kleiner geworden. In het boek Italy in the age of the Renaissance, 1300-1550 geeft F. Franceschi de volgende aantallen voor de bevolking van Italië:
| Jaar | Bevolking  |
| ---- | ---------- |
| 1300 | 12.500.000 |
| 1350 | 9.000.000  |
| 1400 | 7.300.000  |
| 1450 |            |
| 1500 | 9.000.000  |
| 1550 | 11.500.000 |

Vermoedelijk is ook na 1400 nog enige tijd sprake geweest van een dalende trend. In de steden is het herstel sterker geweest dan op het platteland. Het heeft lang geduurd voordat het bevolkingsaantal van 1300 opnieuw werd bereikt.

## Economie
De culturele bloei die Italië tijdens de renaissance doormaakte, kan niet los gezien worden van de economische en politieke structuren. 
Italië was geen politieke, zelfs geen culturele eenheid, maar slechts een geografisch begrip. Er bestonden meerdere Italiaanse dialecten naast elkaar. Hier en daar werden ook andere talen gesproken. Het Toscaans, het dialect van Dante Alighieri, Francesco Petrarca en Giovanni Boccaccio, genoot een zeker prestige. Wie onderwijs had genoten, kon vaak Toscaans begrijpen.
Een groot deel van het land is bergachtig en niet geschikt voor landbouw. In combinatie met zijn ligging in Europa en het feit dat de zee zelden ver weg is, heeft dit tot gevolg gehad dat juist de handel hier vroegtijdig tot bloei kwam. De handel concentreerde zich in de steden. Rond 1300 waren er in Noord- en Midden-Italië ongeveer 23 steden met 20.000 of meer inwoners. Daarmee was het een van de sterkst verstedelijkte gebieden van Europa. Dit was een noodzakelijke voorwaarde voor het ontstaan van de renaissance.

### Expansie
De stadstaten van Noord- en Midden-Italië waren (naast Vlaanderen) lange tijd de rijkste regio van Europa. Als gevolg van de kruistochten waren duurzame handelsrelaties met de Levant aangeknoopt. De Vierde Kruistocht (1202-1204) bracht vervolgens grote schade toe aan de grootste commerciële rivaal, het Byzantijnse Rijk. Hierdoor konden Venetië en Genua hun handelsnetwerk verder uitbreiden. De belangrijkste handelsroutes uit het oosten liepen door het Byzantijnse Rijk of de Arabische landen en deden daarna de havens van Genua, Pisa en Venetië aan. Luxegoederen gekocht in de Levant, zoals specerijen, kleurstoffen en zijde, werden geïmporteerd in Italië en daarna weer verkocht in de rest van Europa. De meer in het binnenland gelegen stadstaten profiteerden van de rijke landbouwgronden van de Povlakte. Van groot belang in het mechanisme van de economische uitwisseling tussen Frankrijk, Duitsland en de Lage Landen waren de foires de Champagne, een reeks handelsmarkten die werden gehouden in het graafschap Champagne.
De groei van de handel stimuleerde ook landbouw en mijnbouw. Door de ontwikkeling van de handel kon het noorden van Italië, hoewel niet rijk aan grondstoffen, toch gedijen. Florence werd een van de rijkste steden van Noord-Italië, wat het voornamelijk te danken had aan de vervaardiging van wollen stoffen. De productie stond onder toezicht van het invloedrijke handelsgilde, de arte della lana.
In de dertiende eeuw kende een groot deel van Europa een sterke economische groei. De handelsroutes van de Italiaanse staten waren verbonden met die van de belangrijke Middellandse Zeehavens en later ook met de Hanzesteden van de Oostzee en de noordelijke regio's van Europa. De grote stadstaten van Italië breidden zich tijdens deze periode uit en werden de facto volledig onafhankelijk.
Gedurende deze periode werd een nieuwe commerciële infrastructuur ontwikkeld met dubbel boekhouden, naamloze vennootschappen, een internationaal bankwezen, een markt voor vreemde valuta, verzekeringen, en een overheidsschuld. Florence werd het centrum van deze financiële sector en de gouden florijn werd de belangrijkste valuta van de internationale handel.
De nieuwe heersende koopmansklasse paste het feodale aristocratische model aan haar behoeften aan. Een kenmerk van de hoge middeleeuwen in Noord-Italië was de opkomst van de stedelijke communes die gebroken hadden met de controle door bisschoppen en plaatselijke graven. In een groot deel van de regio was de landadel armer dan de stedelijke patriciërs die zich in de hoogmiddeleeuwse geldeconomie door de inflatoire stijging verrijkt hadden. De toename van de handel tijdens de vroege renaissance versterkte deze evolutie nog. Zo was er bijvoorbeeld veel vraag naar luxegoederen, wat leidde tot een toename van de handel en een groter aantal handelaars die op hun beurt meer luxegoederen eiste. Deze veranderingen verleenden de handelaren bijna volledige controle over de regeringen van de Italiaanse stadstaten, wat ook weer de handel stimuleerde. Een van de belangrijkste gevolgen van deze politieke controle was veiligheid. Voordien liepen degenen die extreme rijkdom vergaarden in een feodale staat voortdurend het risico van inbeslagname door de monarchen, tot en met het verlies van de gronden die ze bezaten. Meer noordelijk gelegen staten behielden echter wel veel middeleeuwse wetten die de handel ernstig belemmerden, zoals de wet tegen woekerrente en het verbod op handel met niet-christenen. In de stadstaten van Italië werden deze wetten ingetrokken of herschreven.

### Crisis en contractie

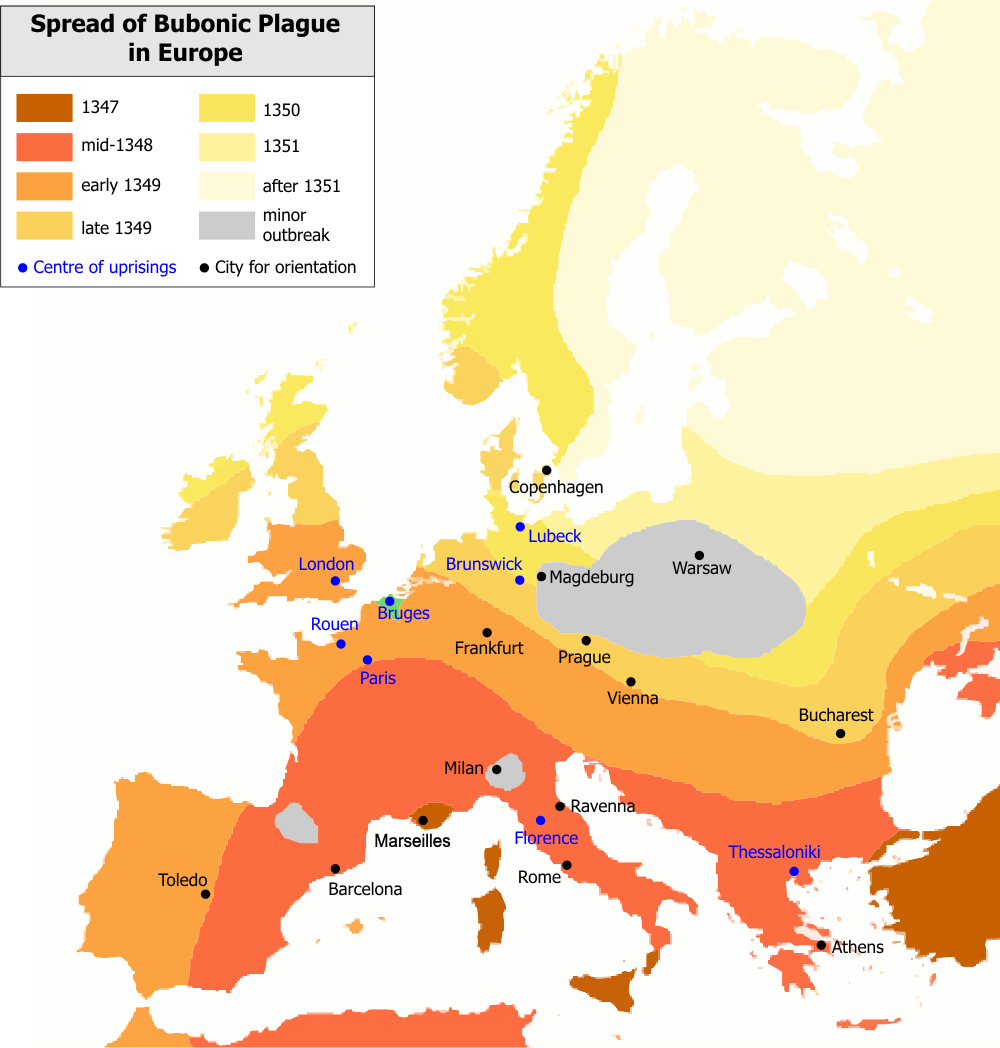
De Zwarte Dood van 1347-1351.

De veertiende eeuw was voor Europa een periode van economische recessie. Er kwam een einde aan de middeleeuwse warme periode en de gemiddelde temperaturen daalden, zodat er vanaf de vijftiende eeuw zelfs sprake was van een kleine ijstijd. Door deze verandering in het klimaat verminderde de landbouwproductie aanzienlijk, wat leidde tot herhaalde hongersnoden, nog verergerd door de snelle bevolkingsgroei van de voorgaande decennia. De Honderdjarige Oorlog tussen Engeland en Frankrijk verstoorde in heel Noordwest-Europa de handel; in het oosten begon het Ottomaanse Rijk zich uit te breiden in de gehele regio.
De grootste verwoestingen richtte de Zwarte Dood aan, die dichtbevolkte Noord-Italiaanse steden met terugkerende epidemieën teisterde. Florence, bijvoorbeeld, had voor de pest een bevolking van 45.000, die in de daaropvolgende 47 jaar afnam met 25 tot 50 procent.
Paradoxaal genoeg was het juist in deze periode van instabiliteit dat de eerste renaissancefiguren, zoals Petrarca, op het voorplan kwamen, en de eerste tekenen van de renaissancekunst te zien waren in het realisme van Giotto. Verondersteld wordt dat de rampen van de veertiende eeuw die de bevolking hadden getroffen ook een tekort aan arbeidskrachten hebben veroorzaakt, waardoor het overblijvende deel van de Europese bevolking rijker en beter gevoed was en meer overschot te besteden had aan luxegoederen. Daarnaast zou de ineenstorting van de Bardi- en Peruzzibanken de weg openen voor de Medici in Florence. De historicus Roberto Lopez Sabatino stelt zelfs dat de economische ineenstorting een van de belangrijkste oorzaken was van de renaissance. De Florentijnse suprematie in het bankwezen werd bevestigd door de opkomst van de Banco dei Medici die, opgericht in 1397, in het midden van de vijftiende eeuw vestigingen had in Milaan, Pisa, Venetië en Rome, buiten Italië in Genève, Brugge, Londen en Avignon.

## Communicatie en tijd
In de Italiaanse steden bestond ten tijde van de renaissance duidelijk een toenemende behoefte om tijd en ruimte te meten. Tijd werd georganiseerd, meetbaar gemaakt. Daaruit blijkt een streven naar orde en regelmaat. 
Vanaf het eind van de veertiende eeuw verschijnen de eerste mechanische klokken. Een van de oudste daarvan is de beroemde klok in Padua, voltooid in 1364. In de vijftiende eeuw werden vergelijkbare klokken vervaardigd en opgehangen in Bologna, in Milaan (1478), en op het San Marcoplein in Venetië (1499). Vervolgens verschenen kleinere klokken voor huiselijk gebruik.

## Sociale structuren
In oudere literatuur wordt in navolging van Marx en Burckhardt dikwijls verkondigd dat de renaissance de 'overwinning van de burgerij' inhield. Deze interpretatie is onhoudbaar gebleken. 
Wel zijn er in de Italiaanse steden van de dertiende eeuw ontwikkelingen aan te wijzen die als 'democratische tendensen' kunnen worden aangeduid. Voor de dertiende eeuw waren het de adel en de ridderschap die de dienst uitmaakten. In de communes kreeg echter de popolo een stem in het stadsbestuur. Popolo duidt niet 'het volk' aan, eerder de middenklasse(n): niet-adellijke rijke en invloedrijke geslachten, gildemeesters, kooplieden, bankiers, ondernemers (in de literatuur meestal entrepreneurs genoemd), doktoren, docenten en notarissen. Boeren, de armen en mannen die ongeschoold werk verrichtten, behoorden niet tot de popolo. Binnen de popolo domineerden in de eerste plaats de kooplieden, in mindere mate de ambachtslieden. Dat de invloed van deze groepen sterk toenam, dankten zij aan hun economisch belang. Om toe te kunnen treden tot de magistratuur of de stadsraad golden allerlei beperkende voorschriften: men moest lid zijn van een gilde, een bepaalde leeftijd hebben en gedurende een (meestal lange) periode belasting betaald hebben.
Courant is de opvatting dat er op termijn eerder sprake was van een versterking van de hiërarchie. De rijke kooplieden en bankiers namen de stijl en gewoonten van de oude elite, de adel, over. Het omslagpunt was in dit geval de pestepidemie halverwege de veertiende eeuw en de daarop volgende economische crisis. Vanaf het moment dat de economie niet langer groeide, maar kromp, verminderde de sociale mobiliteit sterk. De invloed van de lagere middenklassen verminderde. 

Paleizen werden in de loop van de tijd groter en pronkzuchtiger. Leden van de stedelijke elites waren bereid grof geld te betalen voor een adellijke titel of voor het recht een familiewapen te voeren. Omdat in de stad Durazzo de kans op besmetting met de pest zeer groot was, gaf de doge van Venetië er de voorkeur aan de stad door een niet-adellijk burger te laten besturen.

### Vrouwen
Burke heeft een lijst samengesteld van de 600 belangrijkste schrijvers, geleerden en kunstenaars, degenen die het beeld van de Italiaanse renaissance hebben bepaald. Hij spreekt in dit verband van de creative elite. Hij constateert dat er slechts drie vrouwen tot deze intellectuele elite behoorden: de dichteressen Vittoria Colonna, Veronica Gambara en Tullia d'Aragona. Creativiteit bij vrouwen werd kennelijk niet aangemoedigd. Joan Kelly stelt dat er voor vrouwen zelfs helemaal geen sprake was van een renaissance, "althans niet tijdens de Renaissance". Er waren ook vrouwelijke humanisten tijdens de Italiaanse renaissance, zoals Isotta Nogarola, hoewel zij vanwege hun sekse intellectueel ondergewaardeerd bleven. Geleerdheid bij een vrouw werd als tegennatuurlijk gezien, en werd zelfs - zoals bij Isotta Nogarola - verbonden aan een promiscue levenswijze.
Overigens zijn er aanwijzingen dat vrouwen in de loop van de tijd meer bewegingsvrijheid kregen. Uit de zestiende eeuw zijn er meer vrouwelijke schrijvers en kunstenaars bekend. Vrouwelijke schilders uit die eeuw zijn Sofonisba Anguissola en Lavinia Fontana. Er zijn nog enkele zestiende-eeuwse dichteressen zoals Isabella di Morra, door sommige auteurs beschouwd als een pionier van de Romantiek. Het gegeven dat er meer en meer in de volkstaal werd geschreven, gaf vrouwen vermoedelijk meer kansen.

## Politiek kader: hoge en late middeleeuwen, zestiende eeuw

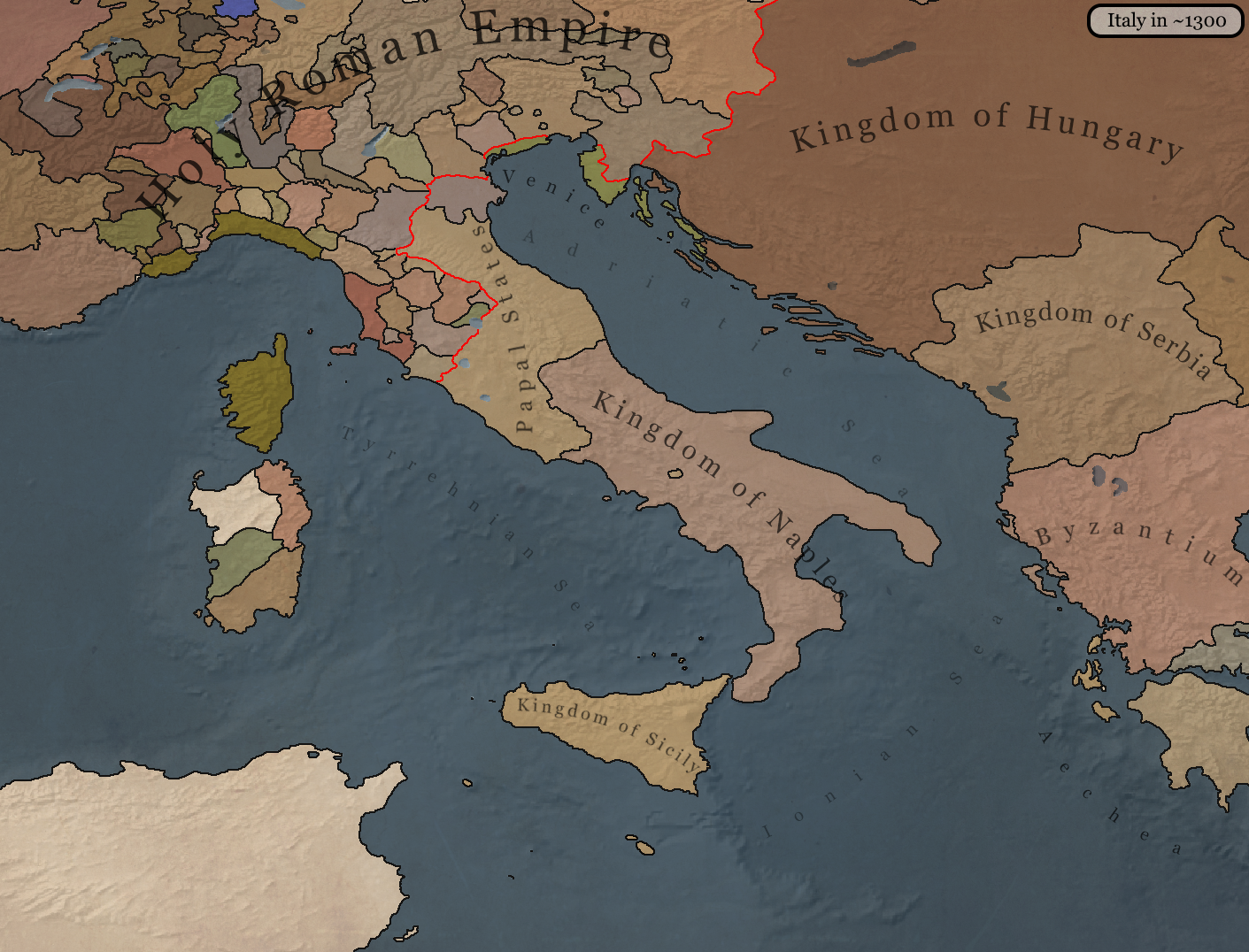
Kaart van Italië rond 1300.

Politiek gezien bestond de laars van Italië uit drie delen. Deze driedeling is het gevolg geweest van de langdurige strijd tussen de koningen/keizers van het Duitse Rijk en de pausen. Het koninkrijk Italië, dat het noorden en Toscane omvatte, was een deel van het Heilige Roomse Rijk. Alleen de Republiek Venetië was officieel onafhankelijk van de Duitse keizers. In het midden lag de Kerkelijke Staat. In het zuiden lag het koninkrijk Napels. Of de grote en kleine eilanden rondom ook tot Italië behoorden, was onduidelijk. Sicilië was nauw verbonden met het koninkrijk Aragon; Sardinië en Corsica waren een twistappel van Aragon en Genua. Venetië regeerde over vele Dalmatische en Griekse eilanden.

### Dertiende eeuw
De Noord-Italiaanse stadstaten hadden voor hun onafhankelijkheid moeten vechten. Twee Duitse keizers verdedigden de rechten van het keizerrijk: Frederik I Barbarossa en zijn kleinzoon Frederik II (1212-1250), die ook koning van Sicilië was. De strijd tussen de aanhangers van de keizers, de Ghibellini, en de pausgezinden, de Guelfi, heeft de Italiaanse politieke verhoudingen langdurig beïnvloed. De paus moedigde Karel van Anjou, een broer van Lodewijk de Heilige, aan om Napels en Sicilië te veroveren. De slag bij Benevento (1266) bezegelde de ondergang van de Hohenstaufen. Het regime van de Fransen werd echter dermate gehaat dat een volksopstand hen in 1282 weer uit Sicilië verdreef.
Aanvankelijk waren bijna alle Italiaanse stadstaten republieken. De stadsbestuurders noemden zich consul. In de loop van de tijd trok bijna overal één man (en zijn familie) de macht naar zich toe. Een dergelijke alleenheerschappij wordt signoria genoemd.

### De eeuw van Dante en Petrarca (ongeveer 1275–1375)
In de late middeleeuwen (vanaf ~1300), waren Latium, de streek rond Rome, en Zuid-Italië armer dan het noorden van Italië. Rome was een stad van oude ruïnes, en de Kerkelijke Staat was een onsamenhangend geheel, kwetsbaar voor externe bemoeienissen zoals die van Frankrijk. Het pausdom werd getart door Frankrijk, dat onder druk van koning Filips de Schone (1285-1314) een paus in het Zuid-Franse Avignon installeerde. Sicilië had periodes van voorspoed gekend tijdens het emiraat van Sicilië, en later tijdens de twee eeuwen dat het een zelfstandig koninkrijk was. De val van de Hohenstaufen maakte aan de zelfstandigheid en economische bloei een einde. In economisch opzicht waren Zuid-Italië en Sicilië vooral belangrijk als leverancier van grondstoffen, in de eerste plaats graan en wol, en als afzetmarkt.
De mislukte expeditie van rooms-koning Hendrik VII van Luxemburg in 1310-1313 maakte duidelijk dat het keizerrijk in Italië min of meer irrelevant was geworden. De macht van de Franse monarchie nam na het hoogtepunt onder Filips de Schone geleidelijk af; hierdoor mengde Frankrijk zich lange tijd minder in de aangelegenheden van het schiereiland.
Venetië, Florence, Siena, Genua, Lucca en Perugia waren in 1300 nog een republiek. Het merendeel van de stadstaten was inmiddels een signoria geworden.

### Van de dood van Petrarca tot de Vrede van Lodi (1374–1454)
In de jaren volgend op de dood van Petrarca onderging het politieke landschap van Italië een aantal significante veranderingen. In 1376 keerde paus Gregorius XI terug naar Rome. Vanaf dit moment begonnen de pausen zich weer actiever in de Italiaanse politiek te mengen. Het Westers Schisma van 1378 tot 1417 verscheurde de christenheid en ondermijnde het gezag van de Kerk. Het kostte de pausen ook moeite om hun gezag tegenover de Romeinse adel te handhaven.
In Florence verloren de gilden een groot deel van hun politieke invloed. De Ciompi van 1378, een opstand van Florentijnse textielarbeiders, mislukten; het stadsbestuur kreeg een steeds oligarchischer karakter. In andere Italiaanse steden voltrok zich een vergelijkbare ontwikkeling.
Naast interne strijd was ook oorlog tussen stadstaten een terugkerend verschijnsel. Zo voerde Gian Galeazzo Visconti (overleden in 1402), de eerste hertog van Milaan, een agressieve, op expansie gerichte politiek. Onrustig was het ook in het koninkrijk Napels. Koningin Johanna I werd in 1381 afgezet. Hierop volgde strijd tussen het geslacht Anjou en het koningshuis van Aragon. Op termijn won het geslacht van Aragon: in 1442 veroverde Alfons V Napels.
Vooral de republiek Venetië slaagde erin haar grondgebied uit te breiden. De republiek veroverde niet alleen Istrië en Friuli, maar ook een groot aantal voorheen zelfstandige steden. Achtereenvolgens werden Treviso (1388), Vicenza (1404), Verona en Padua (1405), Brescia (1426) en Bergamo (1428) aan het grondgebied van Venetië toegevoegd.
Verschillende Franse koningen streefden naar machtsuitbreiding in het noorden van Italië. Zij meenden dat het hertogdom Milaan hun toekwam omdat de dochter van Gian Galeazzo Visconti getrouwd was met Lodewijk van Orléans. Van 1396 tot 1409 heersten de Fransen in Genua.
Gaandeweg ontstonden er in de vijftiende eeuw enkele regionale machten: het hertogdom Milaan, de republieken Venetië en Florence, en de Kerkelijke Staat. In de signorie was de heerschappij nu erfelijk geworden. Beroemde geslachten zijn de Visconti in Milaan, het geslacht Este in Ferrara, de Gonzaga's in Mantua en de Della Scala's in Verona.
De militaire uitgaven van de Italiaanse stadstaten waren van een aanzienlijke omvang. In de loop der tijd stegen deze uitgaven, en ook de staatsschulden van de stadstaten. In 1433 bedroeg de staatsschuld van Florence 4 miljoen florijnen.
In 1375 werd een leerling van Petrarca, Coluccio Salutati, een humanist, kanselier van de republiek Florence. In de jaren hierna werden een aantal belangrijke kunstenaars geboren: de architect Brunelleschi in 1377, de beeldhouwers Ghiberti en Donatello in 1378 en 1386. Het is daarom gebruikelijk de vroegrenaissance in deze jaren te laten beginnen.

### Hoogtepunt van de renaissance (1454–1527)

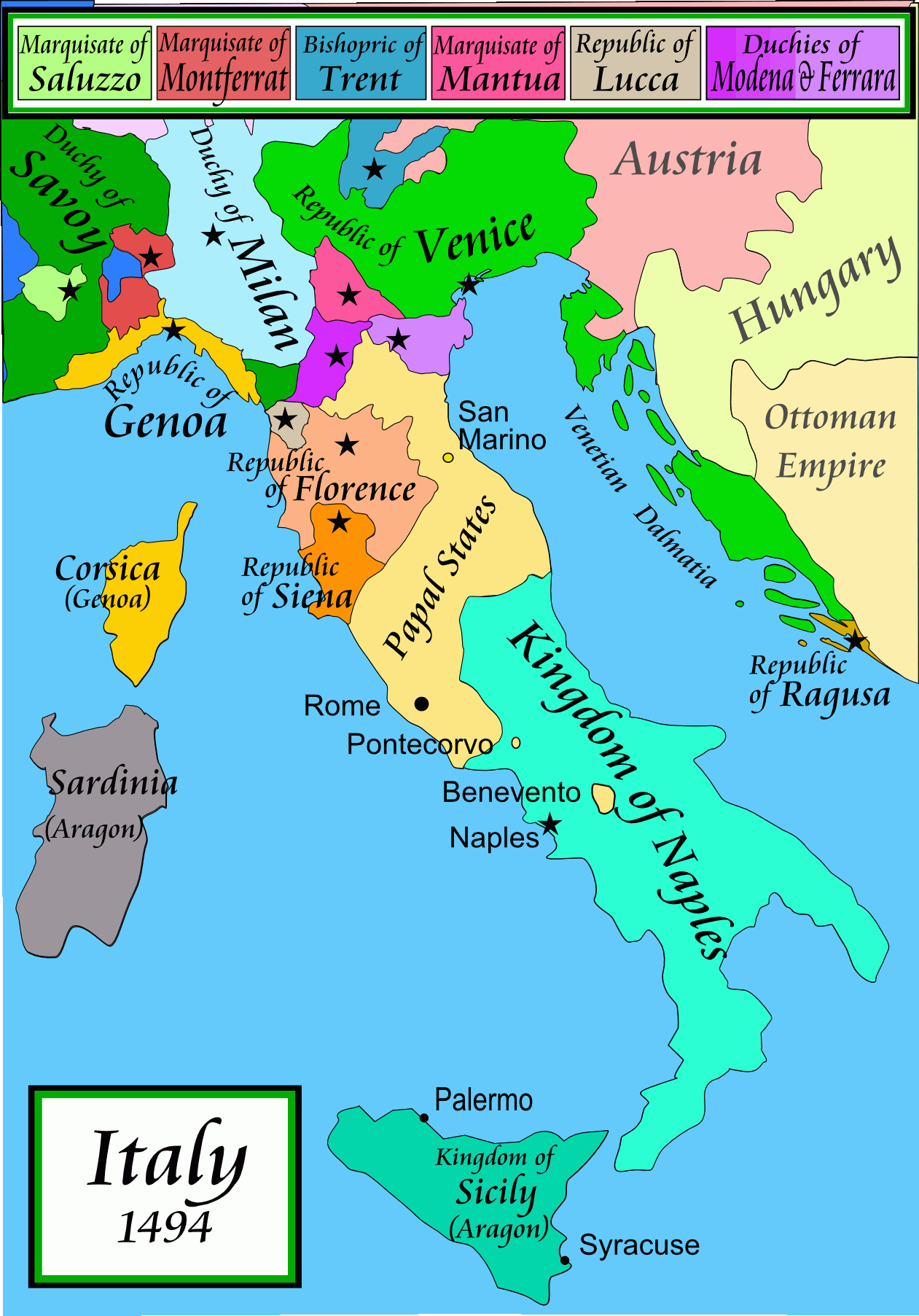
Italië in 1494, aan de vooravond van de Franse inval.

De rijkdom, culturele uitstraling en verdeeldheid van de Italiaanse staten maakten Italië tot een aantrekkelijk doelwit voor vorsten die gebiedsuitbreiding nastreefden. In de vijftiende eeuw ondernamen de Turken daartoe al enkele pogingen. In 1494 trok koning Karel VIII met een Frans leger over de Alpen. Zonder veel moeite marcheerde hij op tot het koninkrijk Napels om daar de troon te claimen, maar na de Slag bij Fornovo in 1495 moest hij al zijn plannen voor Italië opgeven. In de volgende decennia deden verschillende Europese staten niettemin pogingen delen van Italië te veroveren. De rivaliteit tussen Frankrijk en het Habsburgse Heilige Roomse Rijk en het eveneens Habsburgse Spanje speelde hierin de hoofdrol. De plundering van Rome (Sacco di Roma) in 1527 door de troepen van keizer Karel V was een triest dieptepunt. Hoewel het moeilijk is één specifiek jaartal als 'einde van de renaissance in Italië' aan te wijzen, was het wel een teken aan de wand: in Italië waren de hoogtijdagen van de renaissance voorbij.

### Na deSacco di Roma(1527)
In de strijd om Italië tussen de Franse Valois en de Habsburgers kwamen de Habsburgers als de duidelijke winnaars naar voren. Gedurende bijna twee eeuwen beheersten de Spanjaarden de Italiaanse politiek.
Vanaf ongeveer 1540 volgde de Katholieke Kerk een heel ander beleid: bestrijding van de 'protestantse ketterijen' kreeg nu de hoogste prioriteit. Vele boeken werden verboden; het intellectueel klimaat veranderde sterk. De geest van de contrareformatie waarde rond.
Het belang van de voortdurende rivaliteit en strijd tussen de steden en verschillende sociale klassen van Italië nam sterk terug. De culturele uitingen van de renaissance verloren goeddeels de band met de actualiteit. Het intellectueel debat werd vooral in de studeerkamer voortgezet.

## Kerk en religie
Voor de middeleeuwse mens werd het hele leven van geboorte tot overlijden beheerst door het christelijk geloof. Het was niet ongebruikelijk om dagelijks de mis bij te wonen. Het onderscheid tussen het sacrale en het profane was vaak niet scherp. (Pas met het Concilie van Trente (1545-1563) zou hier verandering in komen.) De vertrouwdheid met het 'heilige' uitte zich in gedrag dat latere eeuwen als 'respectloos' zouden beoordelen. Uit talloze berichten van tijdgenoten blijkt dat het niet ongewoon was om in de eeuw van Rafaël te praten tijdens de mis, of om door de kerk te wandelen. In kerken werd gegeten, gedronken, gedanst, gegokt en gebedeld. Kerkgebouwen werden tevens als opslagplaats gebruikt.
In de steden van Italië behoorde een substantieel deel van de bevolking tot de clerus. Er zijn schattingen gemaakt van het aantal geestelijken in Florence. Burke verwijst naar onderzoek van Herlihy en Klapisch-Zuber, gepubliceerd in 1978. Zij schatten de bevolking van Florence in 1427 op 38.000 inwoners. Hieronder waren ongeveer 300 priesters, en meer dan 1100 monniken, nonnen en bedelmonniken. Mettertijd nam het aantal geestelijken relatief zelfs toe.
Het onderscheid tussen geestelijken en leken was overigens niet altijd duidelijk. Er zijn berichten bekend van geestelijken die als metselaar werkten, of wapens droegen. Er bestond (nog) geen opleiding voor priesters. Er was dan ook veel kritiek op de geestelijkheid. In Italië klonk de kritiek zelfs feller dan in de omringende landen. Deze kritische geluiden zijn onder andere terug te vinden in de verhalen van Boccaccio en de geschriften van Poggio Bracciolini.

### Renaissancepausen
De meeste renaissancepausen gedroegen zich als wereldlijke vorsten. Herovering en later uitbreiding van de Kerkelijke Staat leek hun belangrijkste doel. De pauselijke curie was hoofdzakelijk ingericht om zo veel mogelijk inkomsten te genereren. Ondanks de terugkerende roep om hervormingen bleef alles bij het oude.
Ten tijde van de renaissance leverden het geslacht Borgia, het geslacht Della Rovere, en de Medici elk twee pausen. De rijke pausen en kardinalen traden in toenemende mate op als patroons voor renaissancekunst en -architectuur, en namen het initiatief voor de (her)opbouw van de architecturale bezienswaardigheden van Rome.
De humanisten Nicolaas V (1447-1455) en Pius II (1458-1464) slaagden erin hun rol als paus met voldoende verantwoordelijkheidsgevoel te vervullen. Onder Sixtus IV (1471-1484) trad het verval in. Hij gebruikte het gezag dat hij als paus genoot op grote schaal ten behoeve van het verrijken van zijn familie, Della Rovere. Berucht is zijn betrokkenheid bij de Pazzi-samenzwering (1478). 

Innocentius VIII (1484-1492) behartigde vooral de belangen van zijn eigen kinderen. Zijn opvolger was de beruchte Alexander VI, Rodrigo de Borja (1492-1503). Hij was een belangrijke speler in het complexe web van de internationale Europese diplomatie. Zijn oorlogszuchtigheid ten behoeve van zijn zoon, Cesare Borgia, leverde uiteindelijk heel weinig op. "Binnen het Vaticaan vormde dit rampzalige pontificaat het dieptepunt van corruptie en moreel verval.".

## Onderwijs
In de steden van Noord- en Midden-Italië kon een groot deel van de bevolking lezen en schrijven. Volgens een aantekening van Bonvesin de la Riva waren er in 1288 in Milaan meer dan 70 schoolmeesters die leerlingen leerden lezen en schrijven. Er zijn schattingen gedaan van het aantal geletterden in de stad Florence. Volgens een schatting waren minstens 67% - mogelijk zelfs meer - van de volwassen mannen in de stad geletterd. De uitkomst wordt bevestigd door onderzoek van het Florentijns belastingregister (catasto). Ieder gezinshoofd was verplicht zelf een verklaring voor het belastingregister te schrijven. Ongeveer 80% van de gezinshoofden was hiertoe in staat. Ook veel meisjes leerden in Florence lezen en schrijven. 

Uit de belastingregisters blijkt verder dat ook in steden in de omgeving van Florence veel mannen zelf een verklaring konden schrijven. Op het Toscaanse platteland waren daarentegen velen ongeletterd. De plaatselijke notaris schreef de meeste verklaringen.
Het grote aantal geletterden maakte de plotselinge opbloei van de Italiaanse literatuur mogelijk. Voor de dertiende eeuw schreven schrijvers met enige ambitie altijd in het Latijn. Dit stond in schril contrast met de ontwikkelingen in Frankrijk en Spanje, waar literatuur in de volkstaal van hoog niveau werd vervaardigd. 

Behalve voor literaire doeleinden werd de volkstaal vanaf de dertiende eeuw ook op grote schaal gebruikt in het dagelijks leven: men schreef talloze preken, zakenbrieven, politieke verslagen, dagboeken en familiekronieken in de plaatselijke volkstaal. Na de introductie van de boekdrukkunst aan het eind van de vijftiende eeuw verschenen nergens zo veel boeken in de volkstaal als in Italië.

## Rol van Florence

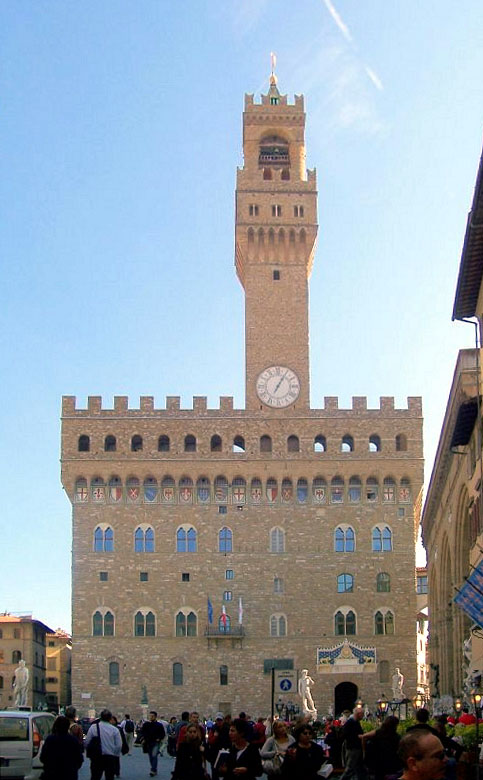
Het Palazzo Vecchio in Florence.

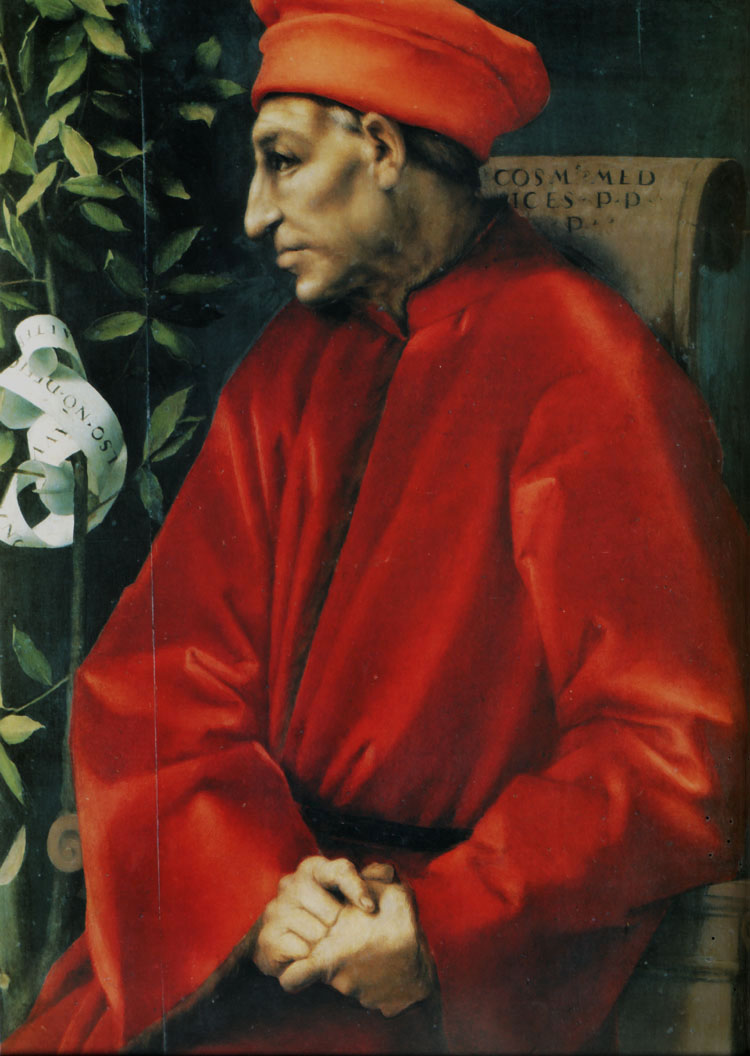
Cosimo de' Medici de Oude, door Jacopo da Pontormo.

Florence, de belangrijkste stad in Toscane, wordt met recht beschouwd als de eerste stad van de renaissance. Het maakte gedurende de veertiende, vijftiende en zestiende eeuw een ongekende culturele bloei door. Het was een naar Italiaanse maatstaven middelgrote stad; in de vijftiende eeuw had het ongeveer 60.000 inwoners. De stad dankte haar welvaart met name aan een bloeiende wolnijverheid, de fabricage van wollen stoffen.
Twaalf kunstenaarsgilden reguleerden de handel en vormden de basis voor het commerciële succes van Florence. Rijke leden van de gilden bekleedden belangrijke posities in het bestuur en behoorden tot de invloedrijkste burgers van de samenleving. Het Palazzo Vecchio, gebouwd in 1299, was het thuis van de Florentijnse gilden. Het functioneerde als de zetel van de gemeentelijke overheid en het hart van de Florentijnse cultuur. Hier was het dat de 5000 gildeleden, die ook stemrecht bezaten, bijeenkwamen om stadszaken te bespreken en beslissingen te nemen. Onder hen bevonden zich behalve textielarbeiders en bankiers ook metselaars en bouwers, beeldhouwers, advocaten en notarissen.
Het waren enkele Florentijnse schrijvers die het beeld van de renaissance bepaalden. In de veertiende eeuw waren dat Dante, feitelijk nog typisch een middeleeuwer, Petrarca en Boccaccio. Machiavelli (†1527) leverde een belangrijke bijdrage aan de politieke theorie.
Rond 1400 woedde er een oorlog tussen Florence en Milaan. Hertog Gian Galeazzo Visconti regeerde niet alleen in Verona, Vicenza en Padua, maar breidde zijn macht ook naar het zuiden toe uit. Hij veroverde Pisa, Perugia, Siena en Bologna. Florence voelde zich met recht omsingeld. Het wist de druk van Milaan te weerstaan tot de hertog in 1402 aan de pest bezweek.
De kanselier van Florence, Leonardo Bruni, verdedigde de politieke onafhankelijkheid van Florence met de pen. Hij vergeleek Florence met het Athene van Perikles en met Rome voordat de keizers een eind hadden gemaakt aan de vrijheid.
Gedurende de vijftiende eeuw maakten de Medici,een geslacht van kooplieden en bankiers, zich geleidelijk aan meester van de macht.
De familie dankte haar rijkdom aan Giovanni de' Medici (1360-1429). Giovanni's zoon, Cosimo de' Medici (1389-1464),
genoot de steun van de armere lagen van de bevolking. Hoewel de republikeinse instellingen werden gehandhaafd, beheerste hij de politiek. Lorenzo il Magnifico (1449-1492), diens kleinzoon, genoot vooral faam als dichter, kunstkenner en mecenas.
Cosimo de' Medici trok Niccolò Niccoli (1364-1437) aan, een enthousiast verzamelaar en kopiist van Oudgriekse manuscripten. Onder zijn invloed werd Florence een centrum van het humanisme.
De cultuur van de stedelijke renaissance en de boeteprediking van de bedelorden botsten met elkaar. De prior van een dominicanenklooster, Girolamo Savonarola (1452-1498) had met zijn prediking zo'n invloed op de bevolking dat deze alle tekenen van wereldlijk leven vernietigde: de heersersfamilie van de Medici moest de stad Florence verlaten.
In de zestiende eeuw werd Toscane een groothertogdom. De Medici zouden er tot 1737 regeren.

## Verspreiding over Italië
De idealen van de renaissance verspreidden zich vanuit Florence naar zijn Toscaanse buurstaten, zoals Siena en Lucca. De Toscaanse cultuur werd al snel het model voor alle staten van Noord-Italië, en de Toscaanse taalvariant van het Italiaans werd (vooral in de geschreven literatuur) dominant in de hele regio. Toen Francesco Sforza in 1447 aan de macht kwam in Milaan, transformeerde hij in hoog tempo deze middeleeuwse stad tot een belangrijk centrum van kunst en wetenschap. Een van de geleerden die hierdoor werd aangetrokken was de architect en humanist Leone Battista Alberti, die een belangrijke rol zou spelen in de theorie van de renaissancekunst. Hertog Francesco Sforza liet onder meer het Ospedale Maggiore bouwen en restaureerde het Palazzo dell'Arengo. De Sforza's waren bevriend met de Florentijnse de' Medici-familie. Samen stabiliseerden zij de onderlinge betrekkingen tussen de steden met de Vrede van Lodi en andere verdragen zodat een lange periode van vrede aanbrak voor heel Italië. Dit schiep een uitzonderlijk gunstig klimaat voor de bloei van de kunsten en letteren.
Venetië, een van de rijkste Italiaanse steden als gevolg van zijn controle over de Adriatische Zee, werd ook een centrum voor renaissancecultuur, met name van architectuur. Net als Florence was Venetië tijdens de renaissance een republiek. Eigenlijk was het renaissancistische Venetië eerder een 'rijk', dat heerste over een deel van het grondgebied van het huidige Italië en een groot deel van de Adriatische kust en vele eilanden controleerde. Het stabiele politieke klimaat en de bloeiende handelseconomie hadden de periode van de Zwarte Dood en de val van handelspartner Constantinopel goed doorstaan. Die gezonde economie was net als in Florence een belangrijke factor die de bloei van de kunsten bevorderde. Het trok heel wat kunstenaars aan die in Venetië opdrachten van rijke patroons konden krijgen.
Ook kleinere steden kwamen door patronaat onder invloed van de renaissance: Ferrara en Mantua onder de Gonzaga-familie en Urbino onder Federico da Montefeltro.
In Napels werd de renaissance ingeluid onder het beschermheerschap van Alfonso I, die Napels in 1443 veroverde. Kunstenaars als Francesco Laurana en Antonello da Messina, en schrijvers zoals de dichter Jacopo Sannazaro en de humanistische geleerde Angelo Poliziano verleende hij de nodige hulp en aanmoediging. In de periode van de onderkoningen groeide de bevolking van Napels uit van 100.000 tot 300.000 inwoners. In Europa was alleen Parijs meer bevolkt. De belangrijkste van de onderkoningen was Pedro Álvarez de Toledo. Hij introduceerde zware belastingen maar verbeterde ook het uitzicht van Napels. Zo liet hij de hoofdstraat (die nog steeds zijn naam draagt) verbreden, zorgde voor verharde wegen, liet oude gebouwen restaureren en nieuwe gebouwen optrekken en de stadswal versterken.
Rome bleef die eerste jaren wat achterop. Ook al keerde in 1417 het pausdom terug, de stad bleef arm en grotendeels een ruïne. Onder de oorlogszuchtige paus Julius II (Il Papa Terribile) begon de herbouw van de Sint-Pietersbasiliek. Toen het pausdom onder de controle viel van de rijke families uit het noorden, zoals de Medici en de Borgia's, begon de geest van de renaissancekunst en -filosofie het Vaticaan sterk te beïnvloeden. Paus Sixtus IV zette het werk van Nicolaas V verder en gaf opdracht tot de bouw van de Sixtijnse Kapel. Paus Sixtus V zette dan weer aan tot een grote Romeinse stadsuitbreiding.
Kunstenaars en architecten bleven gewoonlijk niet in de stad waar ze geboren waren. Al naargelang de opdrachten die ze kregen verbleven ze soms jarenlang in een andere stad. Michelangelo bijvoorbeeld, een uit Caprese afkomstige Toscaan, werkte meerdere jaren in Rome. Rafaël Santi werd geboren in Urbino, ging naar Florence om zich te inspireren op de stijl van Michelangelo en Leonardo da Vinci, en trok enkele jaren later naar Rome om daar te gaan werken.

## Verdere verbreiding

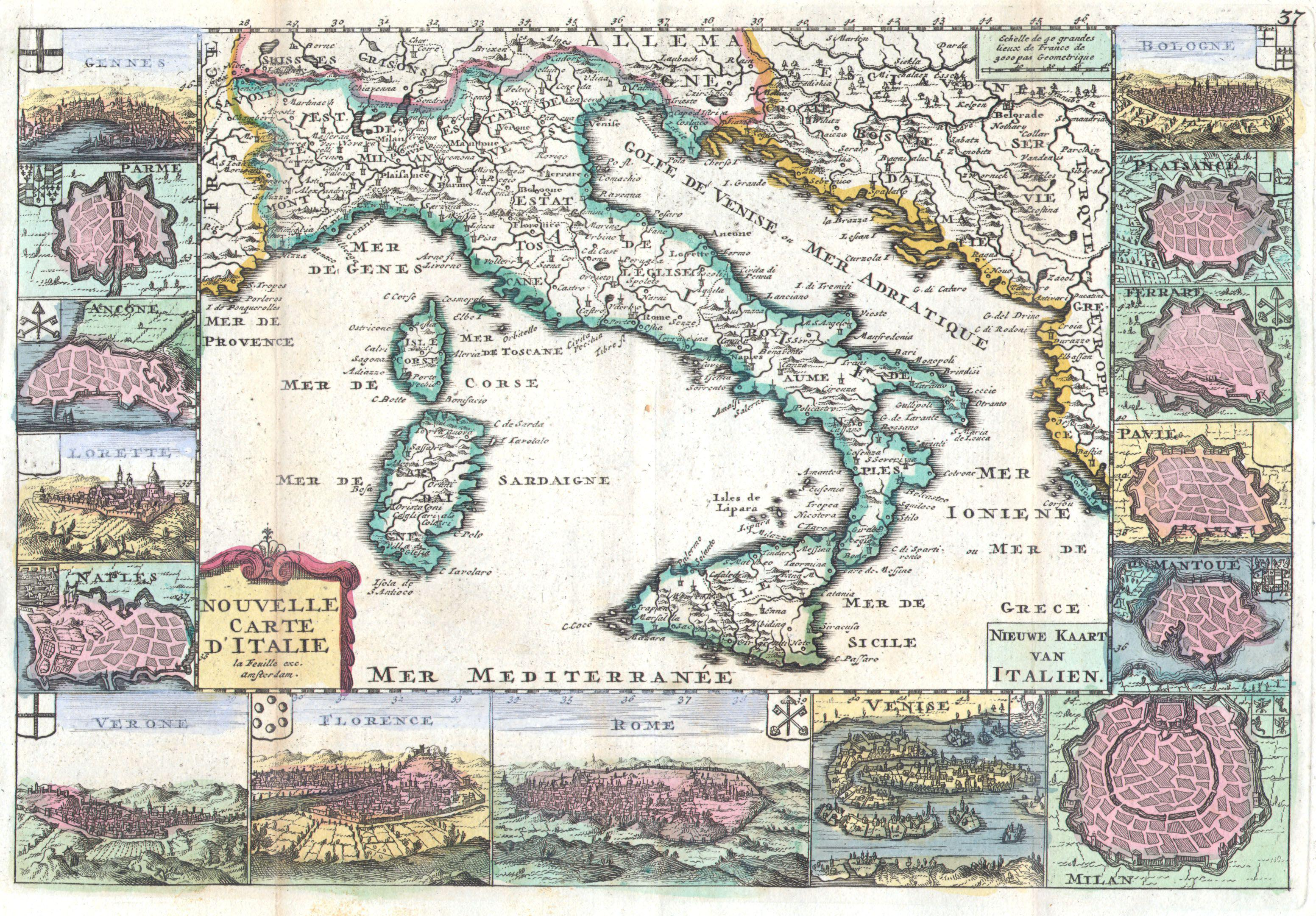
Kaart van Italië uit 1706

Italië zou in Europa tot in de 17e eeuw toonaangevend blijven op artistiek gebied. Gestimuleerd door initiatieven van het Franse hof nam Frankrijk in de loop van deze eeuw echter deze rol over. De in 1648 opgerichte Koninklijke academie voor beeldhouw- en schilderkunst te Parijs overtrof in faam zelfs die van Florence (de Accademia delle Arti del Disegno), die in 1563 door Giorgio Vasari als eerste kunstacademie van Europa was opgericht. Ook de academie van Rome werd in belang en uitstraling door de Franse overvleugeld en het was vooral de Parijse kunstacademie die richtinggevend zou worden voor het academisch kunstonderwijs in Europa in de 17e en 18e eeuw.
De verbreiding van het erfgoed van de renaissance, met name van de beeldende kunsten, verliep langs drie wegen:
1. via kunstenaars uit andere landen die naar Italië reisden om persoonlijk kennis te maken met de kunstwerken van Rafaël, Michelangelo en andere Italiaanse meesters.
2. via patronaat van heersers uit andere landen die Italiaanse kunstenaars uitnodigden om aan hun hof te komen werken. Zo heeft Leonardo da Vinci enkele jaren aan het hof van de Franse koning Frans I gewerkt.
3. doordat kunstenaars uit het noorden schilderijen en voornamelijk gedrukte prenten van Italiaanse kunstenaars onder ogen kregen.

In het bijzonder het lineaire perspectief en de precieze uitbeelding van de menselijke anatomie maakten veel indruk op kunstenaars buiten Italië. De landen die in contact kwamen met de Italiaanse renaissancecultuur assimileerden nooit klakkeloos de voorbeelden van de Italianen, maar ontwikkelden hun eigen 'nationale' varianten van bijvoorbeeld architectuur en schilderkunst. Zo ontstond in Frankrijk de School van Fontainebleau die zich weliswaar had geïnspireerd op Italiaanse voorbeelden, maar toch een heel eigen karakter kreeg.
Ook de kunstenaars en architecten uit de Nederlanden namen niet zomaar klakkeloos thema's en technieken van Italiaanse meesters over, maar gaven er een eigen invulling aan. De eerste Noord-Nederlandse academies werden tegen het einde van de 17e eeuw opgericht. De situatie voor kunstenaars in de Republiek der Nederlanden verschilde echter aanzienlijk van die van hun Italiaanse collega's. Nederlandse beeldende kunstenaars kregen nauwelijks opdrachten van het hof, wat niet lag aan de kwaliteit van deze schilders, maar aan het feit dat ze er de voorkeur aan gaven niet-klassieke onderwerpen uit te beelden. Het hof verleende de opdrachten dan ook vaak aan buitenlandse kunstenaars. Ook van de kant van de clerus konden Noord-Nederlandse kunstenaars weinig opdrachten verwachten, omdat het strenge calvinisme afbeeldingen in kerken en andere gebouwen verbood. De schilderkunst van de Gouden Eeuw kreeg hier dus een heel ander gezicht dan die van bijvoorbeeld Frankrijk. Men schilderde voornamelijk landschappen, portretten en stillevens voor welgestelde burgers. Het classicisme zou als reactie tegen het naturalisme tegen het einde van de 17e eeuw echter ook invloed krijgen in de Nederlanden. De kunst van de Vlaamse Primitieven (of Vroeg-Nederlandse schilderkunst) - zie bijvoorbeeld Jan van Eyck - valt samen met de Italiaanse renaissance, maar wordt toch vaak als een aparte kunststroming beschouwd die sterker aanleunt tegen de middeleeuwse kunstopvattingen.
Zie verder
- Noordelijke renaissance
- Duitse renaissance
- Engelse renaissance
- Franse renaissance
- Renaissance in de Nederlanden
- Spaanse renaissance

## Kunst en cultuur
De woorden 'Italiaanse renaissance' worden veelal primair in verband gebracht met de kunstwerken uit deze (stijl)periode: de fresco's, schilderijen, beelden, gebouwen enz. Daarbij wordt over het hoofd gezien dat tijdgenoten zich destijds eerder beroemden op het herontdekken van teksten uit de Oudheid en wat dat teweeg had gebracht: in de ogen van de humanisten niets minder dan de heropleving van de beschaving. Humanisten hulden zich in navolging van de Romeinen graag in toga's en bezaten een hogere maatschappelijke positie dan een beeldend kunstenaar. Het kunnen schrijven van een toespraak in de stijl van Cicero of een ode zoals Horatius werd hoger gewaardeerd dan het vervaardigen van een schilderij of beeld. 
Een bijkomend gevolg van de intensieve bestudering van de oude manuscripten was het ontstaan van wat 'moderne onderzoeksmethoden' genoemd kunnen worden. Hier werd de eerste aanzet gegeven tot de latere moderne studie van geschiedenis en taalkunde. De passie voor oude geschriften en de kritische studie ervan leidden tot een vernieuwing in de letteren.
Nader onderzoek van de groep die Burke de creative elite noemde, wijst uit dat de groep schrijvers, geleerden en kunstenaars sociaal gezien in twee groepen kan worden onderverdeeld. Enerzijds waren er de schrijvers, humanisten en geleerden. Velen van hen waren van adel; ook hadden de meesten onderwijs gevolgd aan een universiteit. De schilders en beeldhouwers waren doorgaans van minder bevoorrechte komaf. De meesten wisten weinig van theologie en de klassieken en werden daarom dikwijls als 'onwetend' weggezet. Zij hadden hun bekwaamheid in de praktijk geleerd, als leerling in de werkplaats van een gevestigd kunstenaar. Omdat veel kunstenaars een soort 'winkel' hielden, werden zij soms vergeleken met schoenmakers en kruideniers.

### Patronage
Het is een mythe dat de kunstenaars van de renaissance in alle vrijheid hun eigen ideeën en creativiteit konden ontplooien. Het waren in hoge mate de opdrachtgevers van wie het initiatief uitging bij de totstandkoming van alle architectuur, het beeldhouwwerk en de schilderijen. Het is ook onjuist om met hedendaagse opvattingen over kunst terug te kijken op de relatie kunstenaar-patroon in deze periode. In de vijftiende eeuw was het immers de opdrachtgever die beschouwd werd als de werkelijke schepper van het werk. Het was ook de opdrachtgever die controle uitoefende op het uiteindelijk resultaat van de opdracht.
Niet alle kunst werd in opdracht vervaardigd. Er begon zich voorzichtig een markt voor kunst te ontwikkelen. Kunstenaars vervaardigden kunstwerken en probeerden deze vervolgens te gelde te maken.
Hollingsworth onderscheidt tijdens de periode van de Italiaanse renaissance verschillende groepen van patroons: de kapitaalkrachtige handelaars van steden als Florence en Venetië, de politiek machtige heersers van de verschillende stadstaten (met name die van Milaan, Napels, Urbino, Ferrara en Mantua), en het pauselijke hof in Rome. Behalve de genoemden valt er natuurlijk ook te denken aan minder rijke handelaars, aan allerlei bankiers en aan heersers van minder machtige staten zoals Siena en Genua die ook optraden als opdrachtgevers voor kunstenaars, architecten en ambachtslui die zij voor de decoraties van hun huizen aantrokken.
De belangrijkste opdrachtgever was de Kerk. Dat verklaart meteen waarom het leeuwendeel van de schilderijen een religieus onderwerp behandelde. Overigens bestond er ook onder leken veel vraag naar religieuze kunst. Een deel daarvan werd in kerken en kapellen opgehangen, een ander deel in woonhuizen. Soms bestelden leden van de clerus niet-religieuze kunst.

#### Heersers als mecenassen

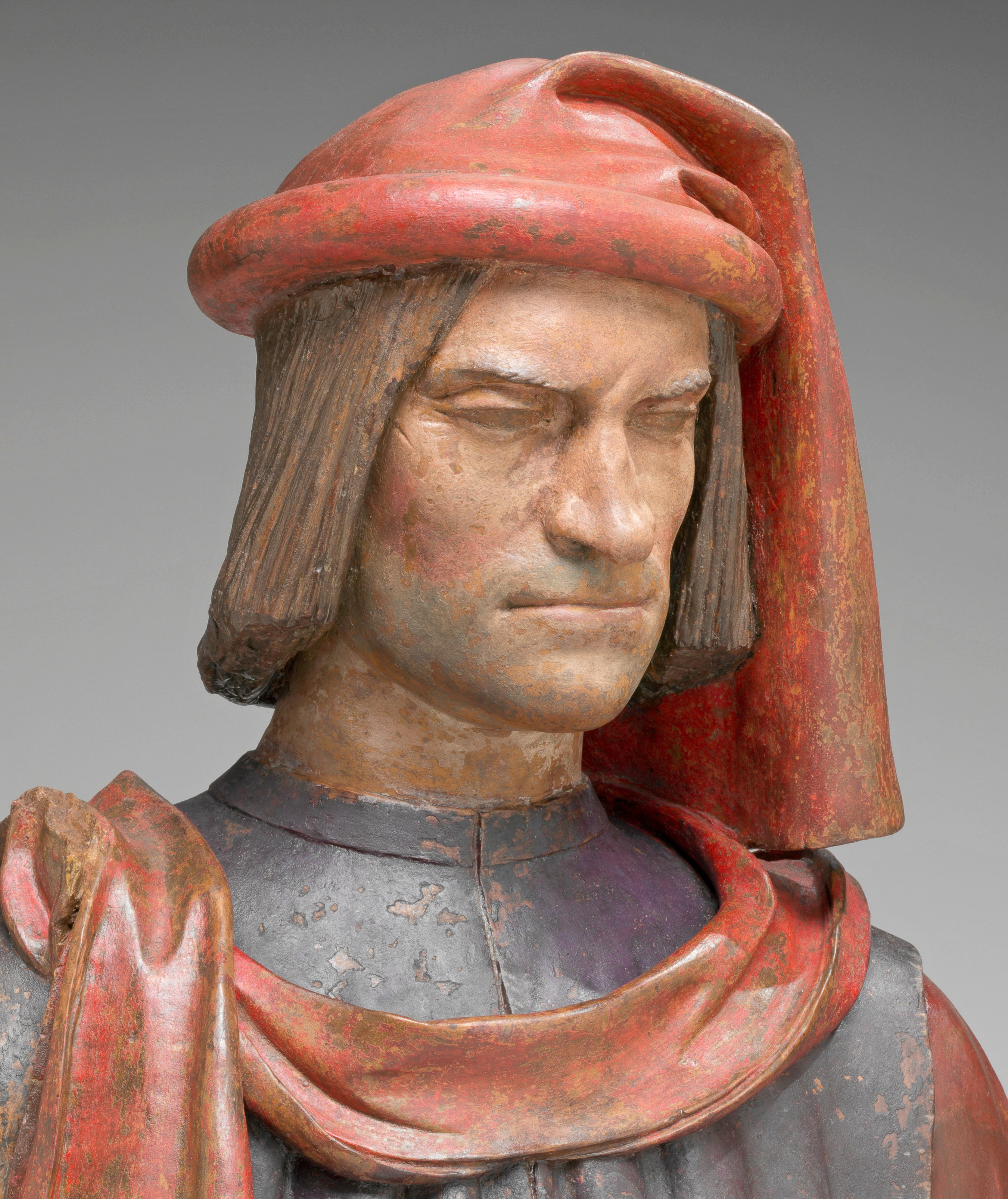
Buste van Lorenzo de' Medici door Verrocchio.

Ten tijde van de renaissance onderhielden degenen die 'kunst' vervaardigden veelal opvallend nauwe banden met het milieu van de machthebbers. Kunst werd grootschalig ingezet om de macht te legitimeren. Omgekeerd werd van een vorst verwacht dat hij regelmatig opdrachten verstrekte, en substantieel meebetaalde aan allerlei openbare rituelen, zoals optochten en bijeenkomsten.
Veel belangrijke kunstverzamelingen zijn dan ook gevormd door machtige en vermogende mecenassen. Allen behoorden zij tot de aristocratie van de macht (prinsen, hertogen, koningen, paus) en van de economie (grote kooplieden, die hun geld investeerden in de productie van kunst). De vorstenhoven waren de centra waar de renaissancecultuur bij uitstek tot bloei kwam. Enkele voorbeelden daarvan:
- De Medici: Lorenzo de' Medici (1449–1492) ondersteunde de artistieke creaties van Verrocchio en Botticelli.
- Het huis Montefeltro stimuleerde via bestellingen kunstscheppingen op gebieden zo divers als bibliofilie, wandtapijten en schilderijen.
- Ludovico Sforza (1452-1508), hertog van Milaan, verleende opdrachten aan Leonardo da Vinci en Bramante.

#### Rol van de pausen
De patronage van kunst en architectuur was voor de pausen een middel om het prestige van de Kerkelijke Staat te verhogen, alsook een gevolg van de persoonlijke voorkeuren van individuele pausen. De pausen namen hun rol als beschermheer van kunst en architectuur pas duidelijk in de vijftiende eeuw op.
Omdat de pausen na 1309 in Avignon verbleven of verdeeld waren, bleef Rome architecturaal onderontwikkeld in vergelijking met andere grote steden. Paus Nicolaas V richtte de beroemde Vaticaanse Bibliotheek op. Paus Sixtus IV nam ingrijpende maatregelen die een significant verfraaiend effect hadden op het stadsbeeld van Rome. Hij startte een groots opgevat project voor de herontwerp en wederopbouw van Rome, de verbreding van de straten en het slopen van de vervallen ruïnes. Hij sponsorde ook de werken aan de Sixtijnse Kapel en deed een beroep op heel wat kunstenaars uit andere Italiaanse stadstaten. Paus Julius II trad op als mecenas van kunsten. Zijn opvolger, Leo X, staat bekend om zijn beschermheerschap van Rafaël, wiens schilderijen een grote rol toebedeeld kregen in de herinrichting van het Vaticaan.

### Filosofie en letterkunde; humanisme
In de veertiende en vijftiende eeuw vormden de humanisten een nieuwe groep van seculiere geleerden. Middeleeuwse geleerden uit de scholastiek behoorden doorgaans tot de geestelijkheid. Door de groei van de geletterdheid in steden als Florence kregen nu ook kinderen van rijke kooplieden de kans om te studeren.
In de middeleeuwen werden hoofdzakelijk de Bijbel en de kerkvaders bestudeerd (exegese). Daarnaast werden ook de werken van heidense auteurs als Cicero, Vergilius, Ovidius, Caesar, Livius, Tacitus en Seneca gelezen en gekopieerd. Veel manuscripten sluimerden echter in bibliotheken; men wist vaak niet waar bepaalde werken bewaard werden. Daardoor leek het alsof meer dan de helft van het corpus was verdwenen. Een aantal Griekse teksten was in het westen alleen bekend in vaak slechte vertalingen in het Latijn.
De beweging die achteraf 'humanisme' is gaan heten, ontstond in de dertiende eeuw. Lovato dei Lovati en Geri d'Arezzo bepleitten destijds meer tijd en aandacht voor de klassieke auteurs in het onderwijs. Dit pleidooi werd op termijn populair onder docenten, notarissen en andere leden van de elite. De vroege humanisten waren vol lof over de klassieke teksten van onder anderen Cicero, Vergilius en Seneca. Deze teksten hadden vaak een praktische bedoeling en waren opgesteld als dialogen, redevoeringen en verhandelingen. Bij de studie van deze teksten hadden de humanisten veel oog voor vorm en stijl, en zij onderwierpen de Griekse en Latijnse manuscripten aan een grondige analyse. Hiermee legden zij de basis voor een kritische filologie die de literaire en stilistische kenmerken van de teksten tot in detail beschreef. Het grote voorbeeld van de humanisten was de redenaar Cicero. Zij bewonderden zowel zijn welsprekendheid als zijn actieve politieke betrokkenheid en oog voor het publiek belang.

#### Petrarca
Francesco Petrarca (1304-1374) kan beschouwd worden als de 'leider' van de humanisten. Hij was de zoon van een uit Florence verbannen koopman. Een deel van zijn leven bracht hij door in de buurt van het pauselijk hof te Avignon. Hij studeerde rechten en ontving de lagere wijdingen. Hij reisde veel. 

Zijn rusteloze, tweeslachtige natuur blijkt uit zijn talloze brieven en geschriften. Hij bewonderde zowel Cicero als Augustinus zeer. Door zelfs twee brieven aan Cicero te schrijven deed hij een klassiek genre herleven. Het was voor Petrarca een vaststaand gegeven dat welsprekendheid en virtù (=deugd) met elkaar samenhangen. Die gedachte is het uitgangspunt van de humanistische beweging. 

Petrarca wees ook de weg wat betreft het verzamelen en redigeren van klassieke teksten. Beroemd is zijn vondst in 1345 van een afschrift van de brieven van Cicero aan diens vriend Atticus.

#### Humanisme na Petrarca
Een van de eerste humanisten, naast Petrarca en Angelo Polziano, was de Florentijn Leonardo Bruni. Van hem verscheen 'Geschiedenis van het Florentijnse volk' (Historiae Florentini populi libri XII), dat kan worden beschouwd als het eerste moderne geschiedenisboek. Zo was hij de eerste historicus die een driedeling van de geschiedenis maakte in de 'grote periodes': oudheid, middeleeuwen en nieuwe tijd. Als secretaris van de pauselijke kanselarij en later als kanselier van Florence had hij ook veel invloed op de politiek. Andere sleutelfiguren uit de humanistische filologie zijn Lorenzo Valla (1407-1457) en Marsilio Ficino (1433-1499).

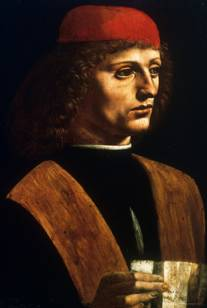
Marsilio Ficino, door Leonardo da Vinci.

Tijdens de renaissance in Italië kreeg de intellectuele elite meer oog voor de mens en de mogelijkheden van zijn intellect. Het werk van de letterkundigen en filologen kreeg later de naam 'humanisme'. De umanista legden in opvoeding en onderwijs de nadruk op de studie van de klassieke teksten. De term is afgeleid van studia humanitatis, een vijftiende-eeuws leerprogramma dat samengesteld was uit grammatica, poëzie, retorica, geschiedenis en ethiek, en dat gericht was op de verheffing van de intellectuele en zedelijke kwaliteiten van het individu. Dit ideaal werd ook de menselijke virtù genoemd. Om dit te bereiken was een hervorming van de cultuur nodig. Vandaar dat het renaissancehumanisme als motor van de renaissance kan worden beschouwd: de onwetende en passieve middeleeuwer moest plaatsmaken voor de actieve renaissancemens, die ernaar streefde het volledige potentieel van het individu te benutten.
Er wordt soms gesuggereerd dat het christelijk geloof door de toegenomen aandacht voor de klassieken aan belang inboette. Uit de geschriften van de invloedrijke Petrarca blijkt dat geenszins. Petrarca was ervan overtuigd dat het lezen en bestuderen van klassieke auteurs tot een deugdzamer en ook christelijker levenswandel zou leiden.
Burckhardt meende dat het doel van de humanisten was "te weten wat de antieken wisten, te schrijven zoals de antieken schreven en om te denken en zelfs te voelen zoals de antieken dachten en voelden.". 'Reproductie van de Oudheid' was in deze visie het belangrijkste doel van de humanisten. De reproductie werd vormgegeven door het opsporen van handschriften, tekstkritiek en imitatie. 
De visie van Burckhardt is enigszins naïef en doet ook de humanisten tekort. Reproductie was niet het voornaamste doel. Het historische feitenmateriaal en de literaire vaardigheden van de Klassieke Oudheid waren een machtig wapen dat de humanisten hanteerden om de politieke realiteit waarin zijzelf leefden te duiden en te rechtvaardigen. Zij zetten zich af tegen de hoofse cultuur van de ridders en de scholastieke traditie van de universiteiten. Van de grote verschillen op politiek, religieus en sociaal terrein tussen de Oudheid en het heden waren zij zich terdege bewust. "Met dit vermogen om zowel zinrijke verbanden als geprononceerde verschillen te ontwaren, in combinatie met de zucht om het cultuurideaal van de Oudheid naar de kroon te steken, onderscheidt het Italiaanse renaissance-humanisme zich van eerdere pogingen klassieke idealen te doen herleven."
In de vijftiende eeuw vluchtten Griekse geleerden na de verovering van Byzantium (1453) door de Ottomanen naar Italië. Hun taalkundig werk zou tijdens de renaissance een stimulans betekenen voor linguïstische studies aan de pas opgerichte academies van Florence en Venetië. Deze Byzantijnen namen op hun vlucht voor de Turken soms kostbare manuscripten mee, en natuurlijk ook hun kennis van het (Oud)Grieks. Aldus leverden zij een cruciale bijdrage aan de renaissance. In Italië en daarbuiten doorzochten humanistische geleerden kloosterbibliotheken voor oude handschriften en herontdekten zo Tacitus en andere Latijnse auteurs. Met Vitruvius kwamen de architectonische principes van de Oudheid opnieuw aan het licht. Renaissancekunstenaars werden aangemoedigd om de grote werken van de antieken te overtreffen (in de geest van de schilder Apelles).
Aristoteles bleef de meest invloedrijke Griekse filosoof, hoewel zijn denken in toenemende mate moest concurreren met dat van Plato. Marsilio Ficino (1433-1499) vertaalde het werk van Plato en schreef daar commentaren bij die sterk bijdroegen aan de verspreiding van Plato's leer. Veel denkers van de renaissance waren dan ook aanhangers van het neoplatonisme, dat behalve door Ficino ook door het werk van Georgios Gemistos Plethon en Giovanni Pico della Mirandola bekend raakte in intellectuele kringen rond Florence.
Een filosofisch bastion in het denken van Aristoteles bleef de universiteit van Padua. Daar bestudeerde Pietro Pomponazzi (1462–1524) de teksten van Aristoteles zonder bemiddeling van het thomisme en Averroes. In het algemeen kan gezegd worden dat het theocentrisme van de middeleeuwen plaatsmaakte voor een antropocentrische wereldbeschouwing.

#### Literatuur in de volkstaal

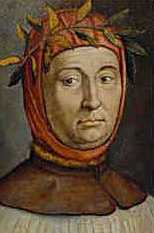
Francesco Petrarca

### Beeldende kunsten

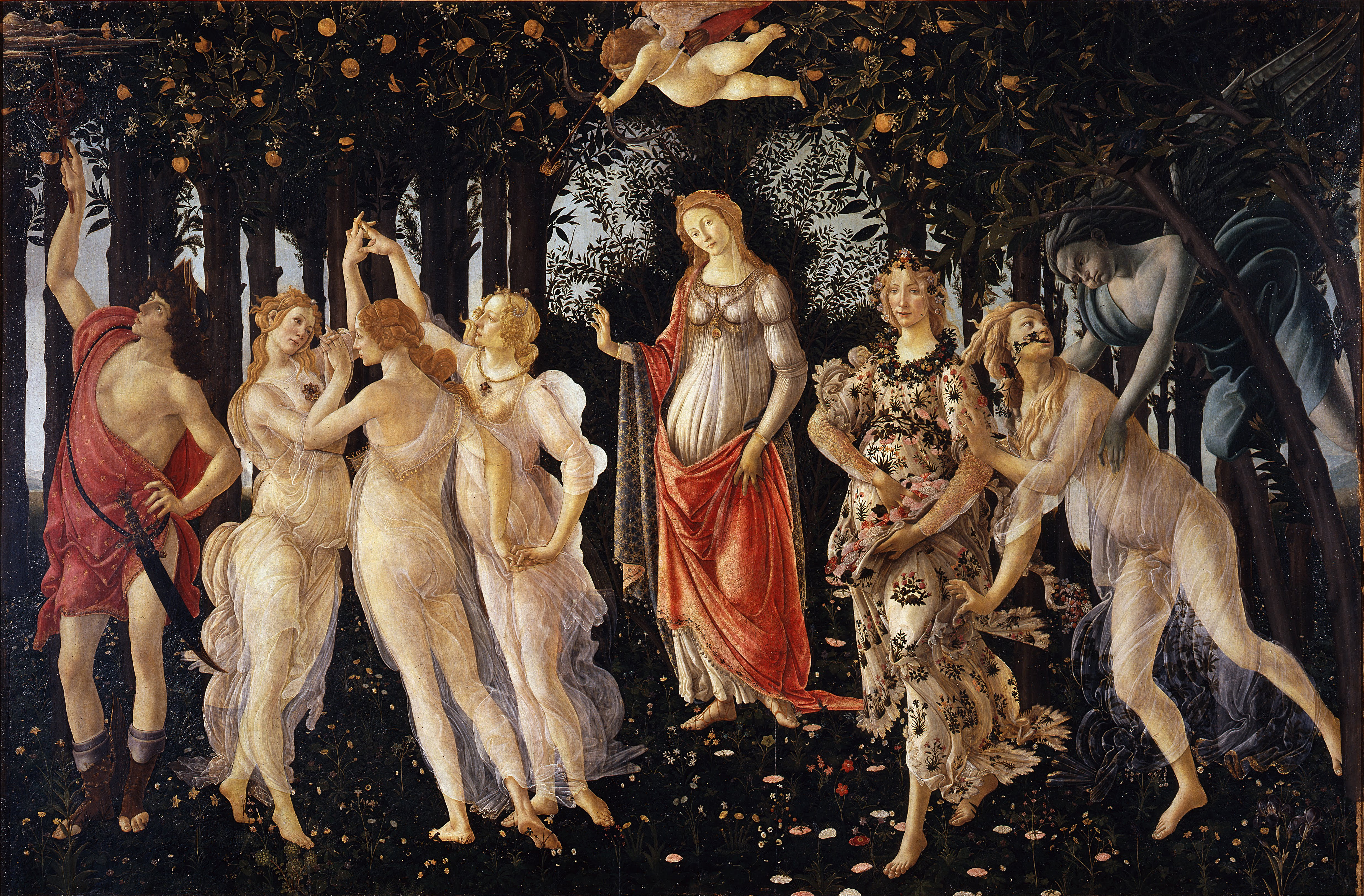
La Primavera van Sandro Botticelli, ca. 1478, Uffizi-museum, Florence.
Er zijn zeer veel verschillende interpretaties van dit schilderij mogelijk. Een verband met de jaargetijden (of maanden) ligt voor de hand. Ook bijvoorbeeld een astrologische duiding behoort tot de mogelijkheden.

#### Onderscheid met middeleeuwse kunst

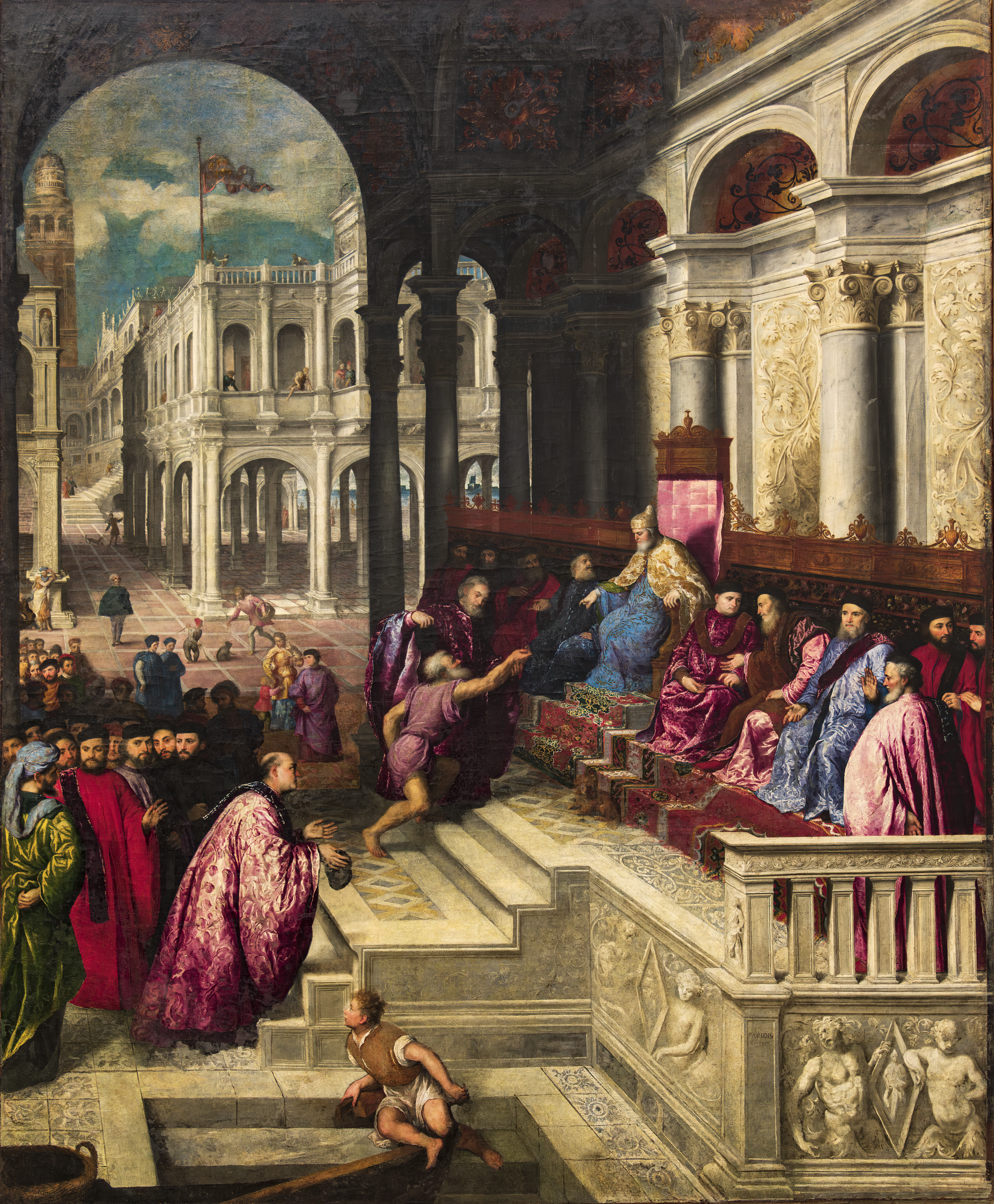
Schilderij van Paris Bordone met sterke perspectiefwerking: Overhandiging van de ring aan de doge van Venetië, 1534.

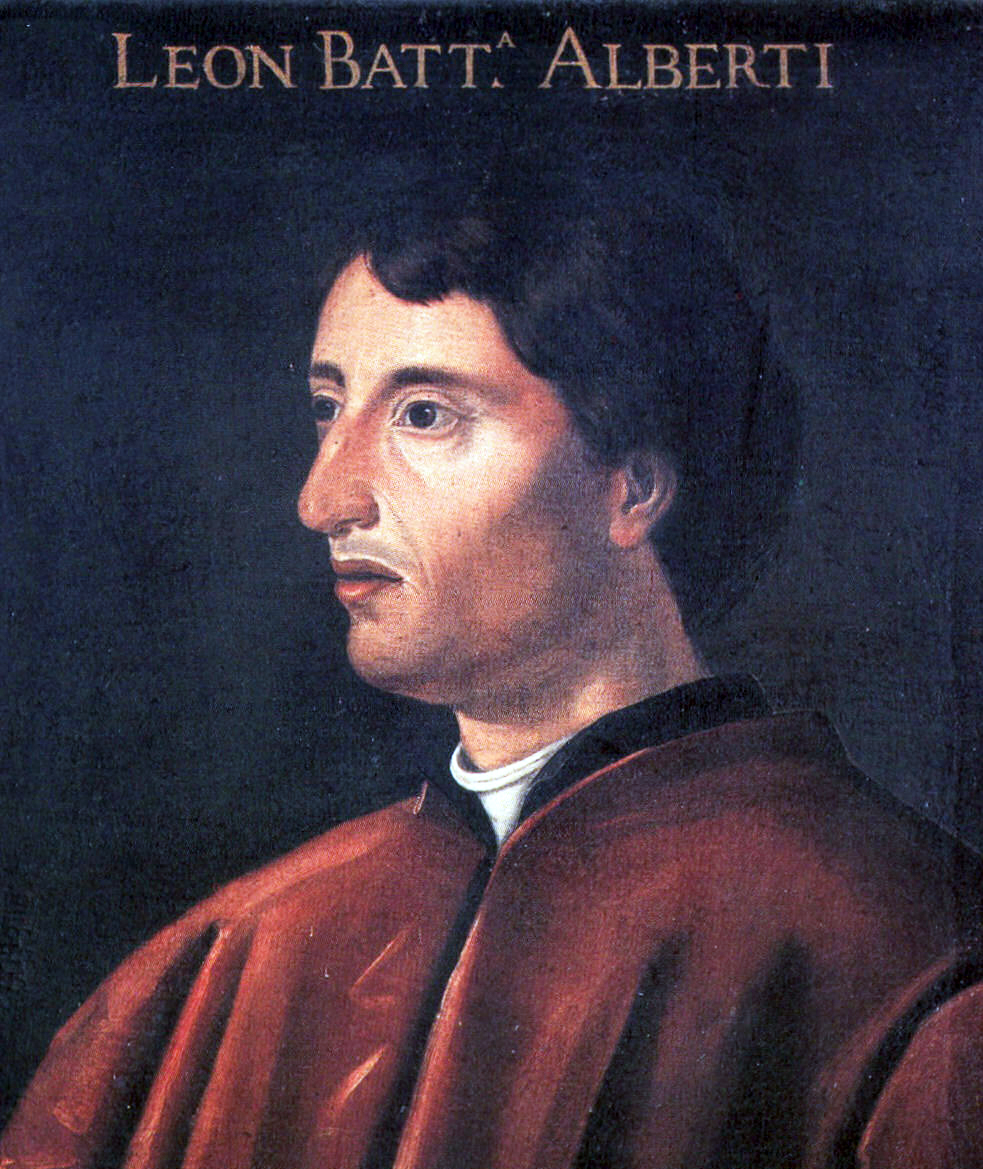
Leon Battista Alberti

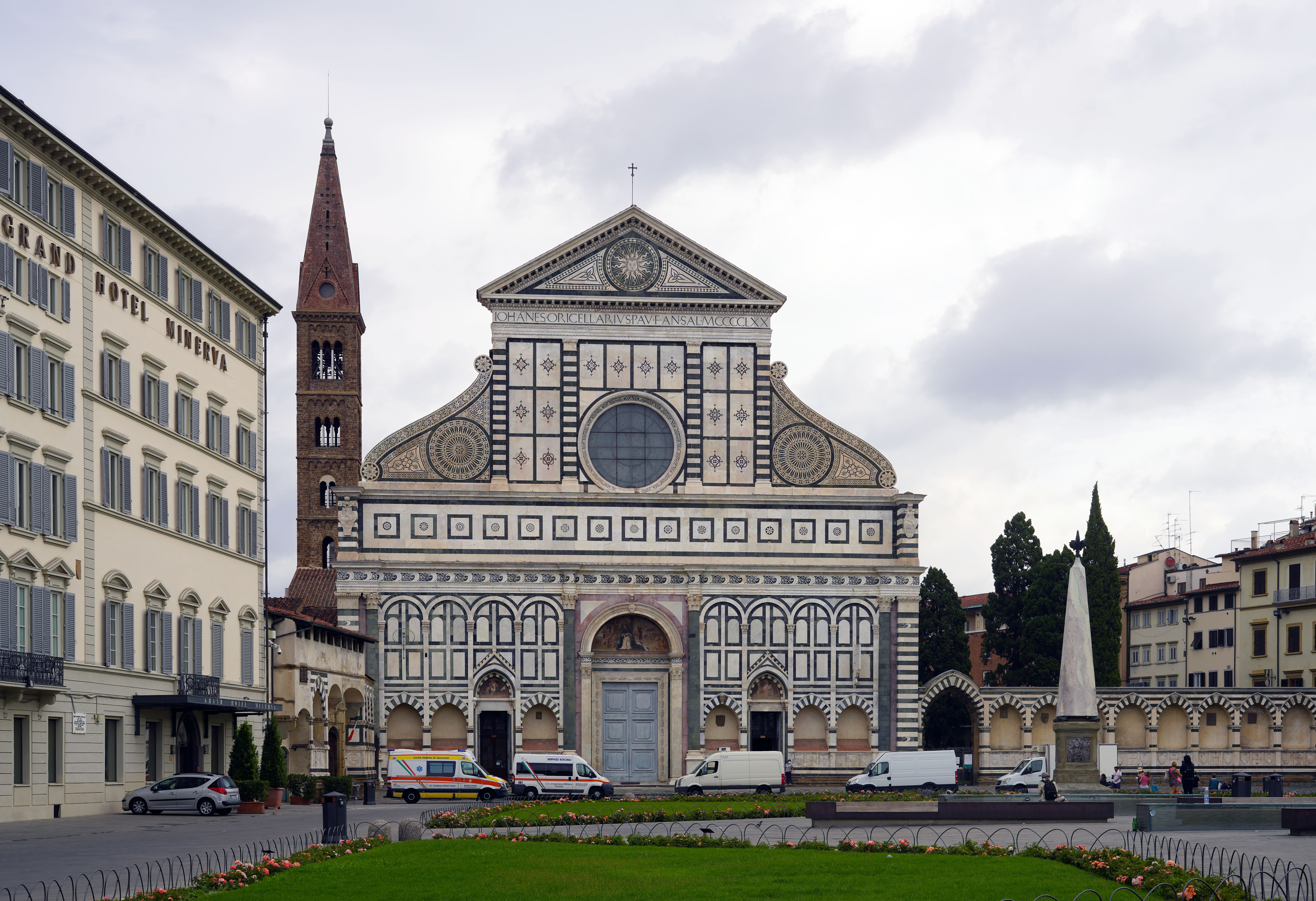
Santa Maria Novella in Florence, ontworpen door Leon Battista Alberti

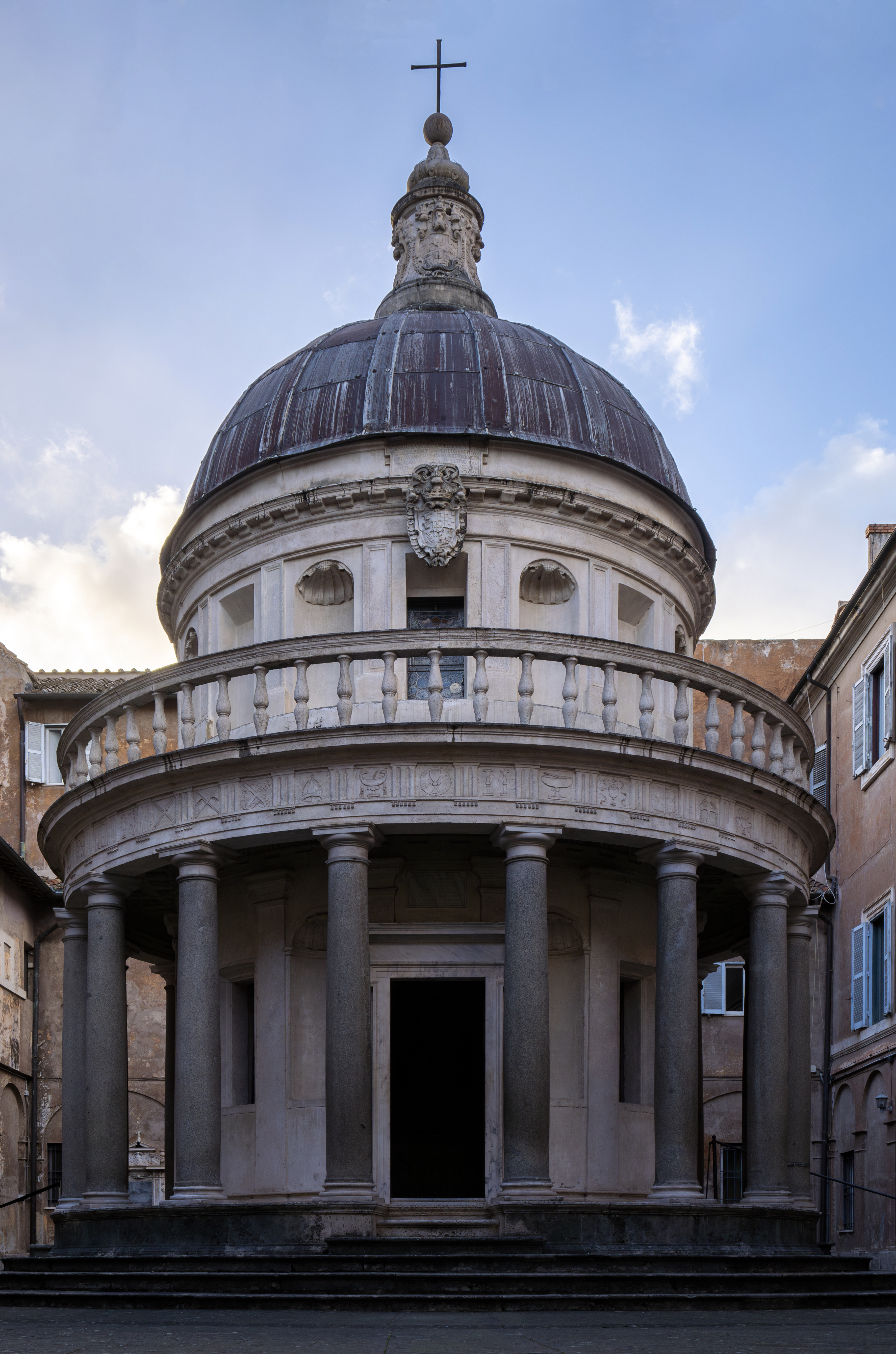
Tempietto di San Pietro in Montorio van Bramante

### Architectuur

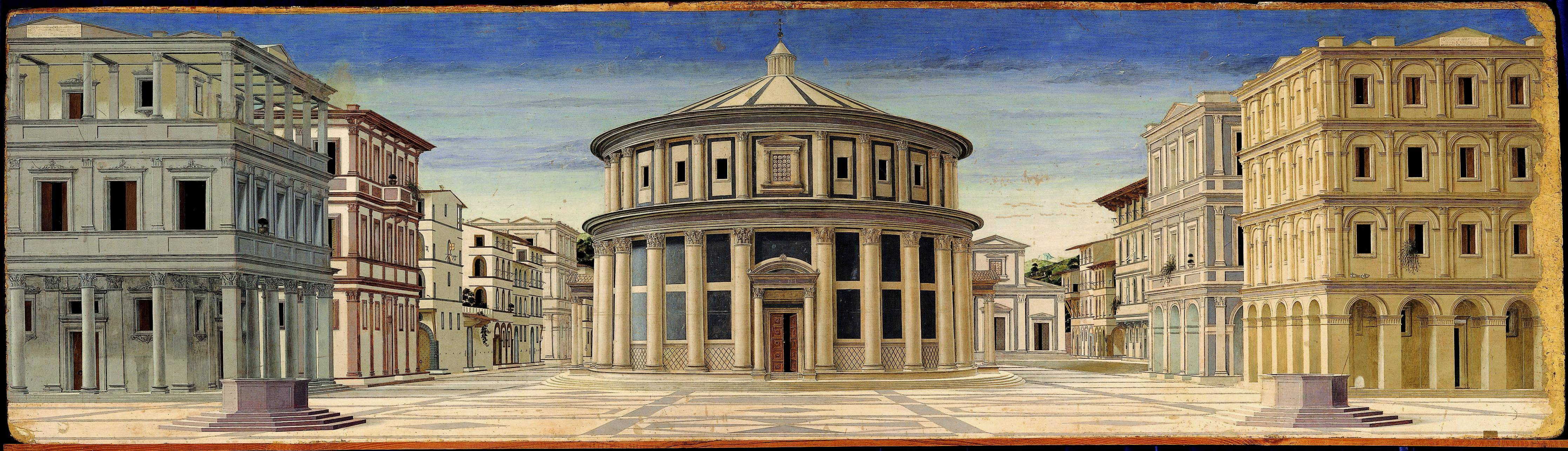
La Cité idéale, 15e eeuw. Aanvankelijk toegeschreven aan Piero della Francesca, later aan Francesco di Giorgio Martini of Melozzo da Forlì. La cité idéale ("de ideale stad") is een stedenbouwkundig ontwerp dat streeft naar de allerhoogste architectonische en menselijke perfectie. Het ideaal is het leven in harmonie binnen een unieke sociale organisatie op basis van bepaalde morele en politieke voorschriften.

### Muziek

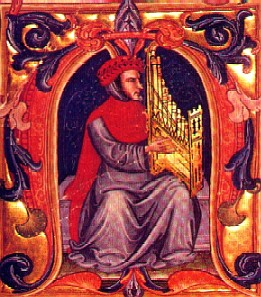
Francesco Landini, de belangrijkste componist van het trecento.
Hij speelt op een portatief (een draagbaar orgel), illustratie uit de vijftiende-eeuwse Squarcialupi Codex.

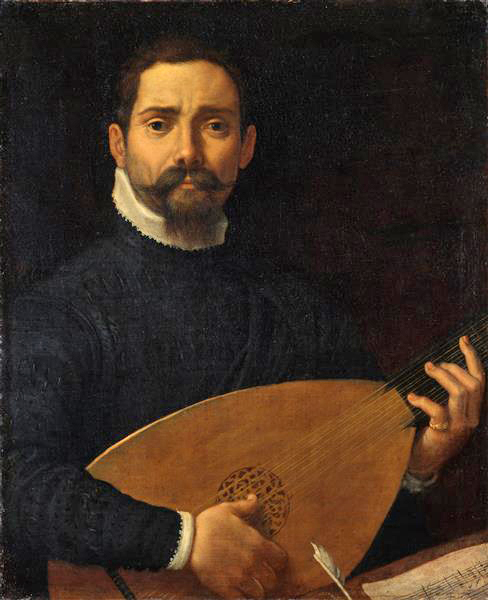
Giulio Mascheroni met een luit, schilderij van Annibale Carracci (1600) uit de school van Bologna, olieverf op doek.

## Wetenschap; wereldbeeld

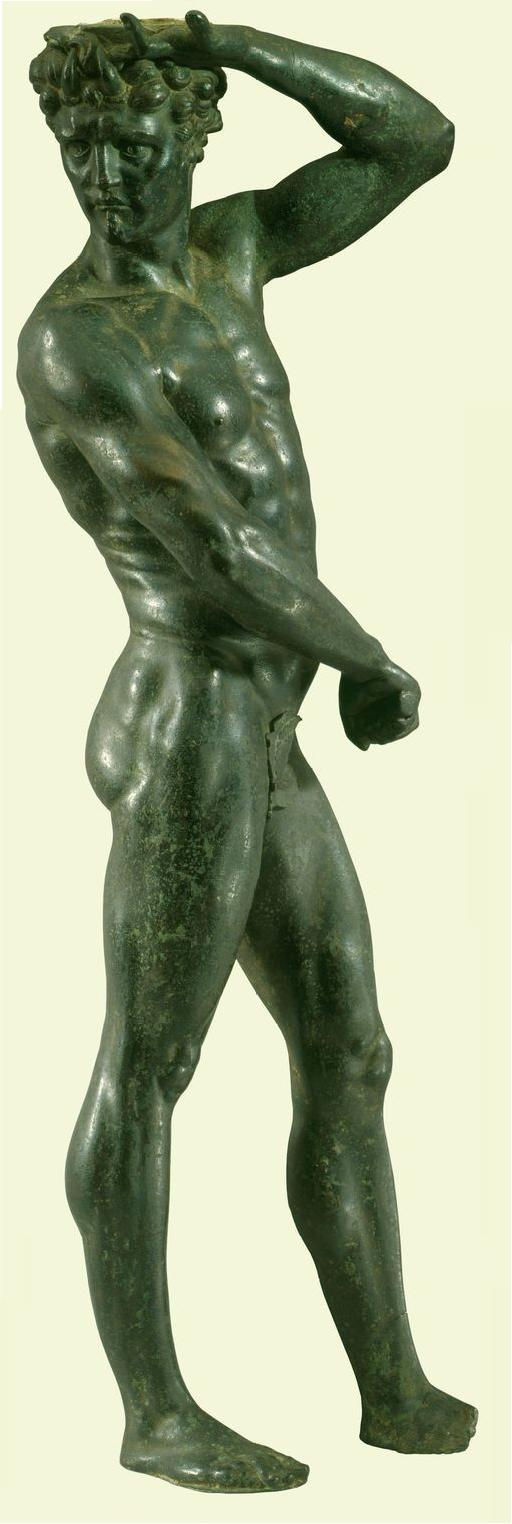
Sater (brons), Benvenuto Cellini (1542).

## Galerij

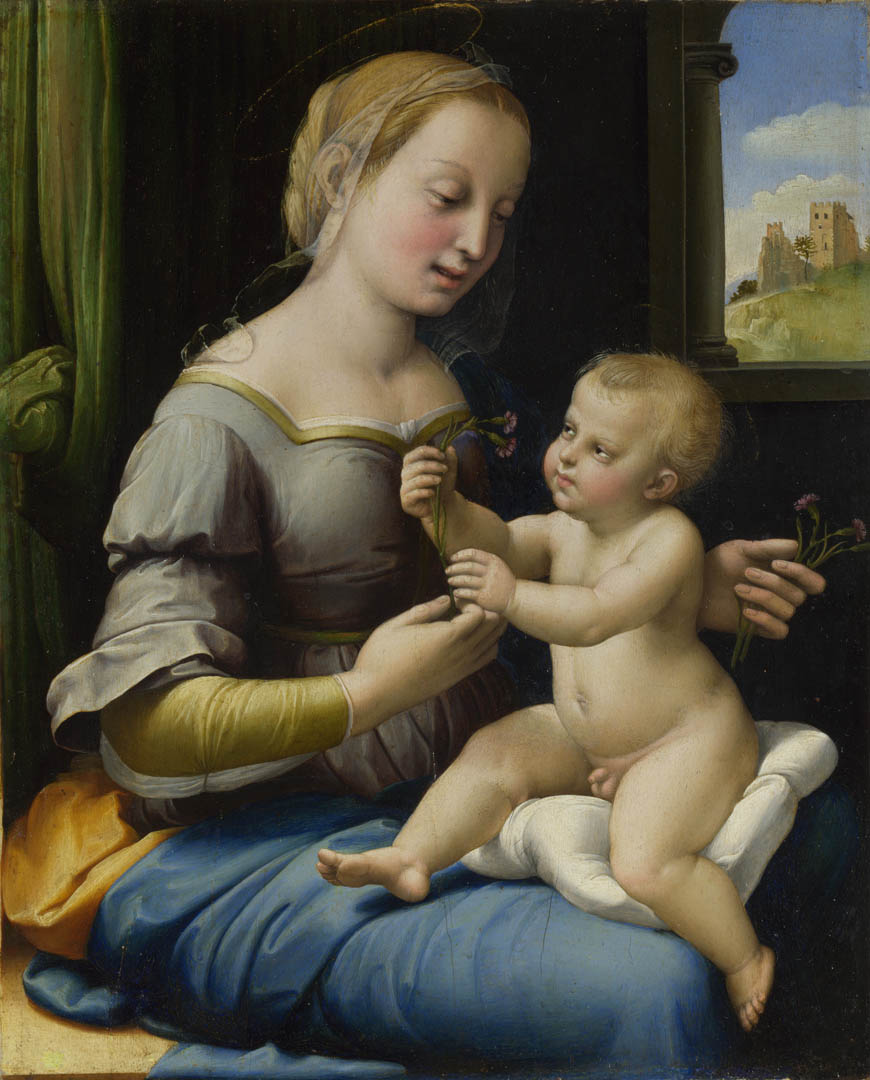
La Madonna dei Garofani - Rafaël (ca. 1506) - Olieverf op paneel
Ginevra de' Benci - Leonardo da Vinci (ca. 1474) - Olieverf op paneel
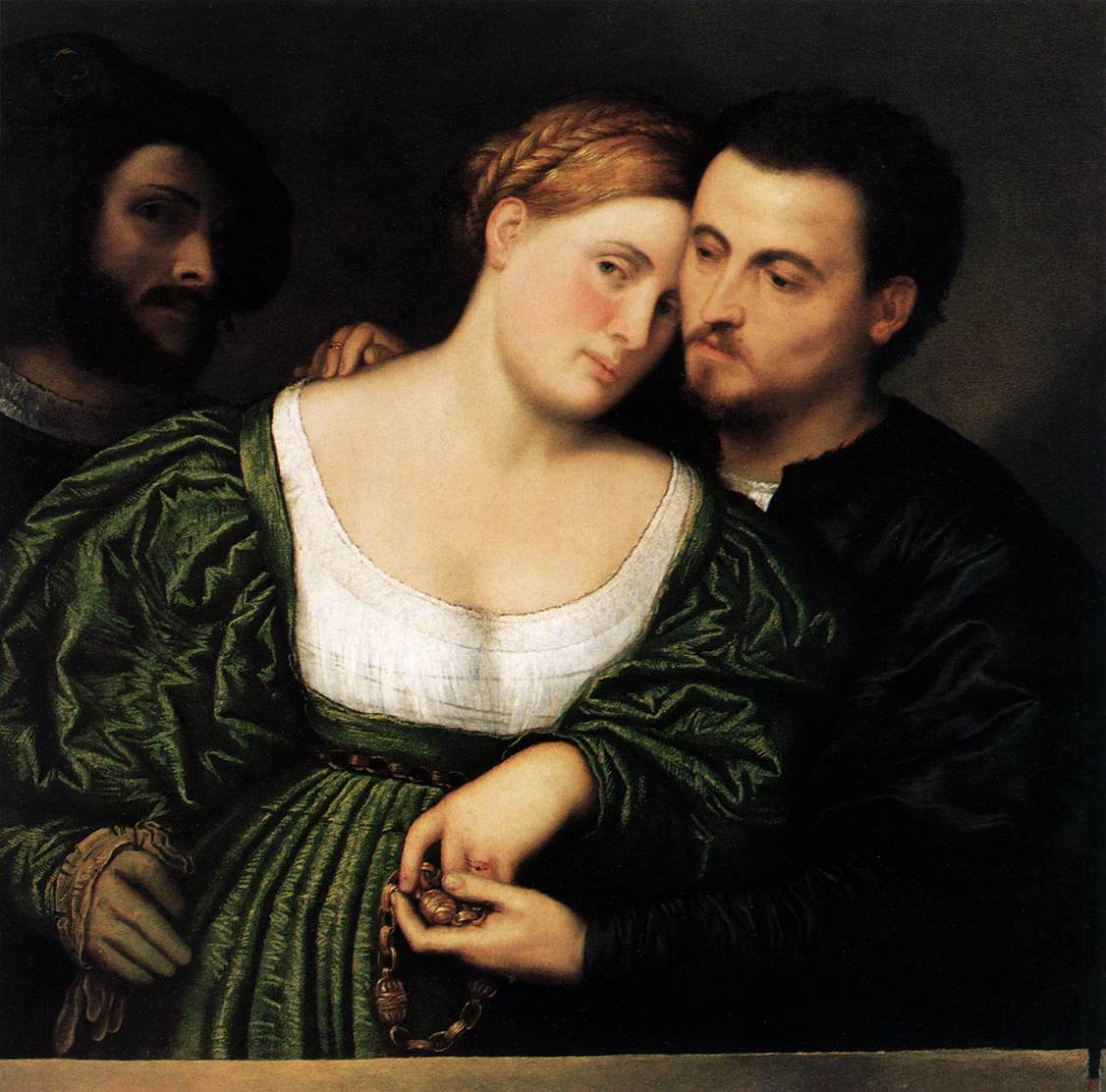
Venetiaans liefdespaar - Paris Bordone - (ca.1550) - Olieverf op doek
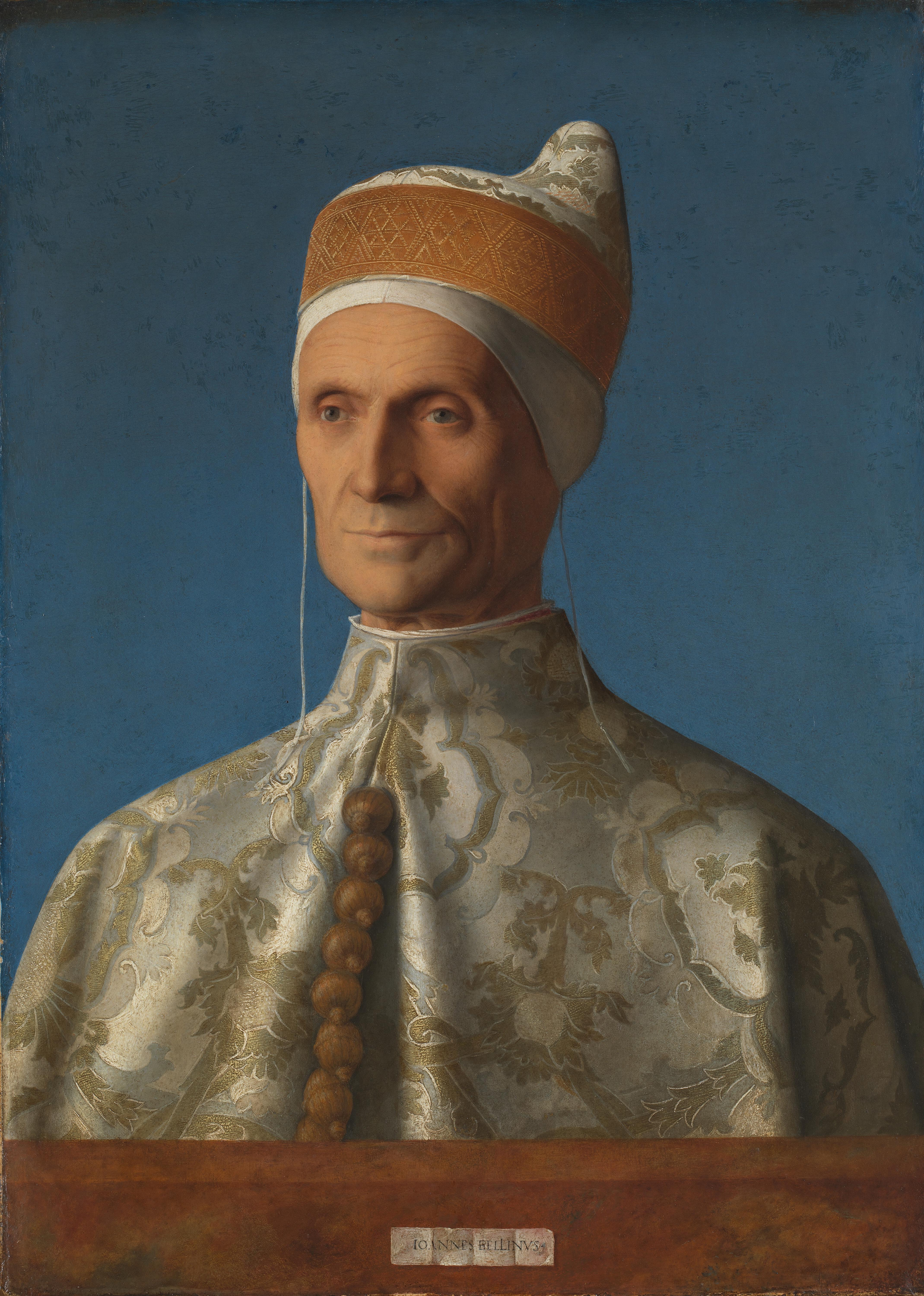
Portret van de doge - Giovanni Bellini (na 1501) - Olieverf op paneel
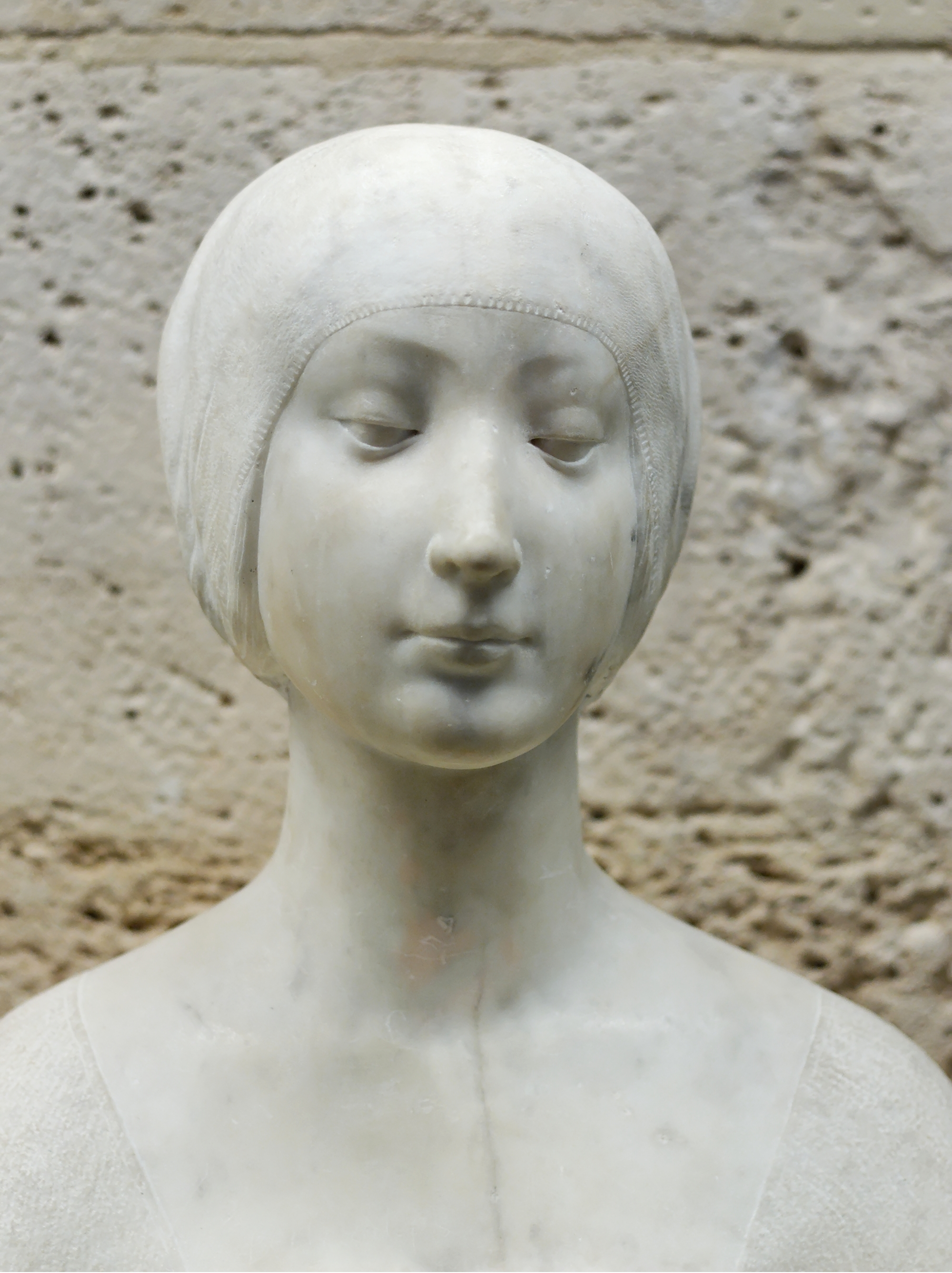
Buste van Prinses Leonora van Aragon - Francesco Laurana (ca. 1471) - Marmer
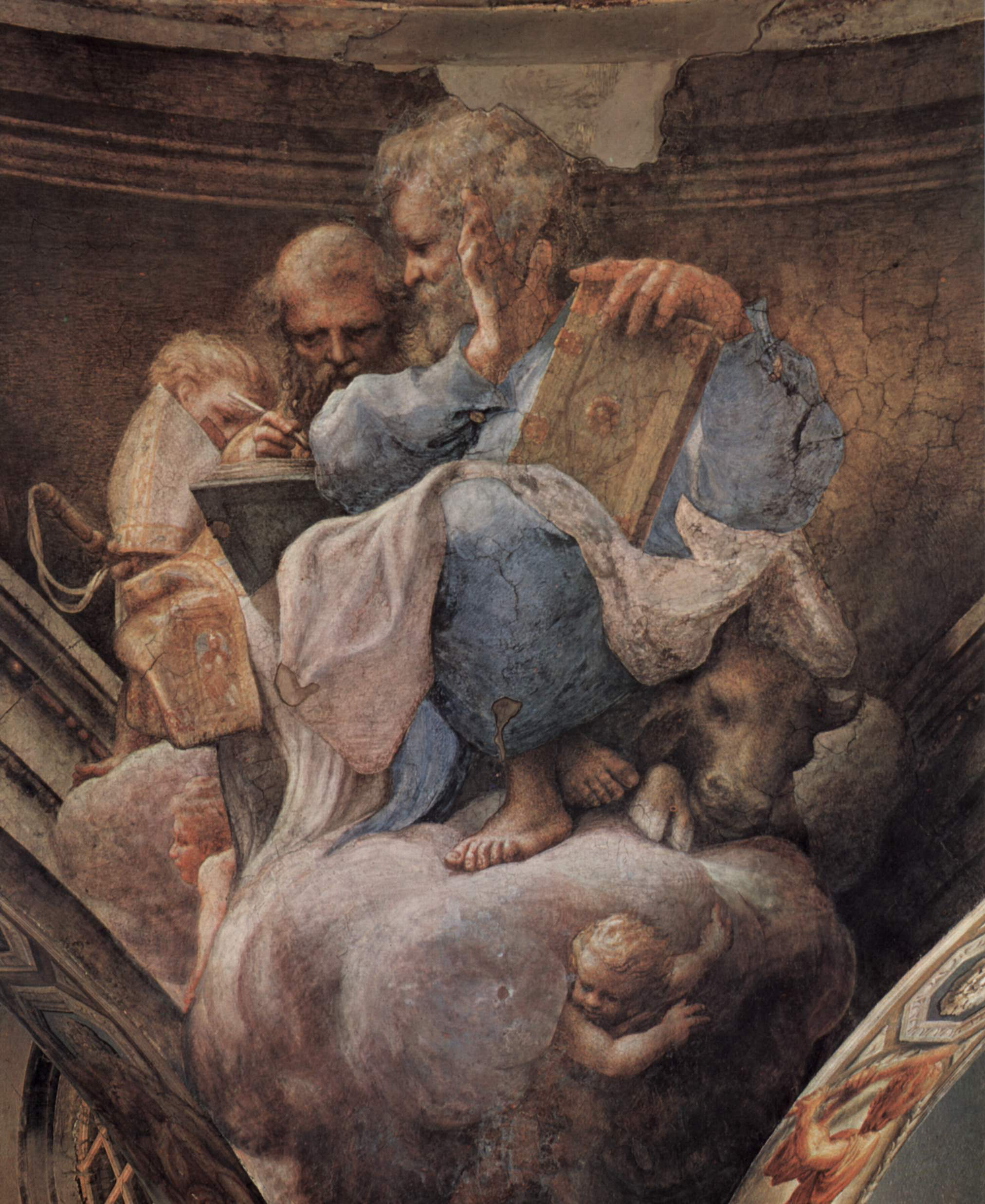
Fresco in de San Giovanni Evangelistakerk in Parma - Correggio (ca.1520)
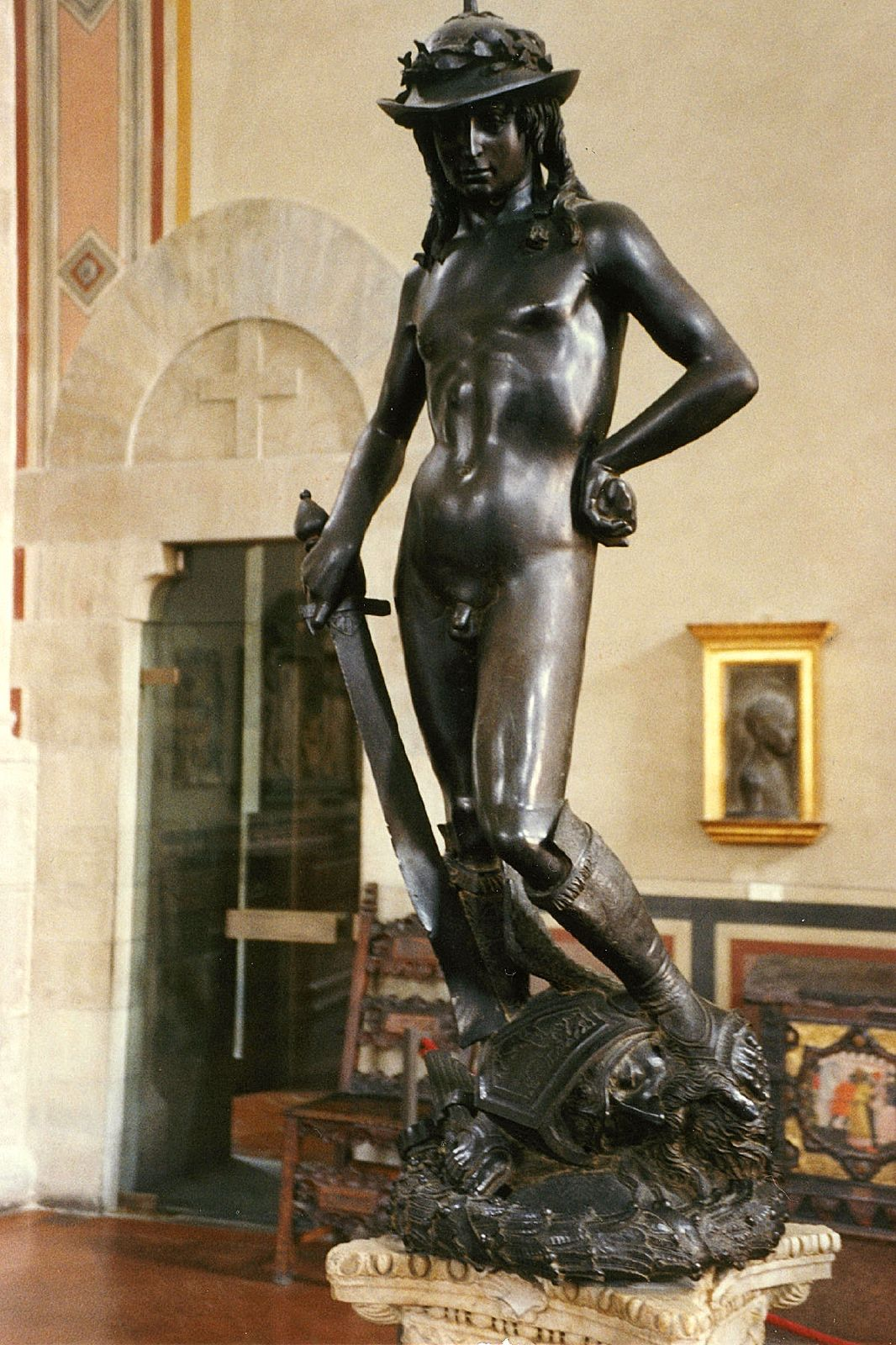
David - Donatello (ca. 1430) - Brons
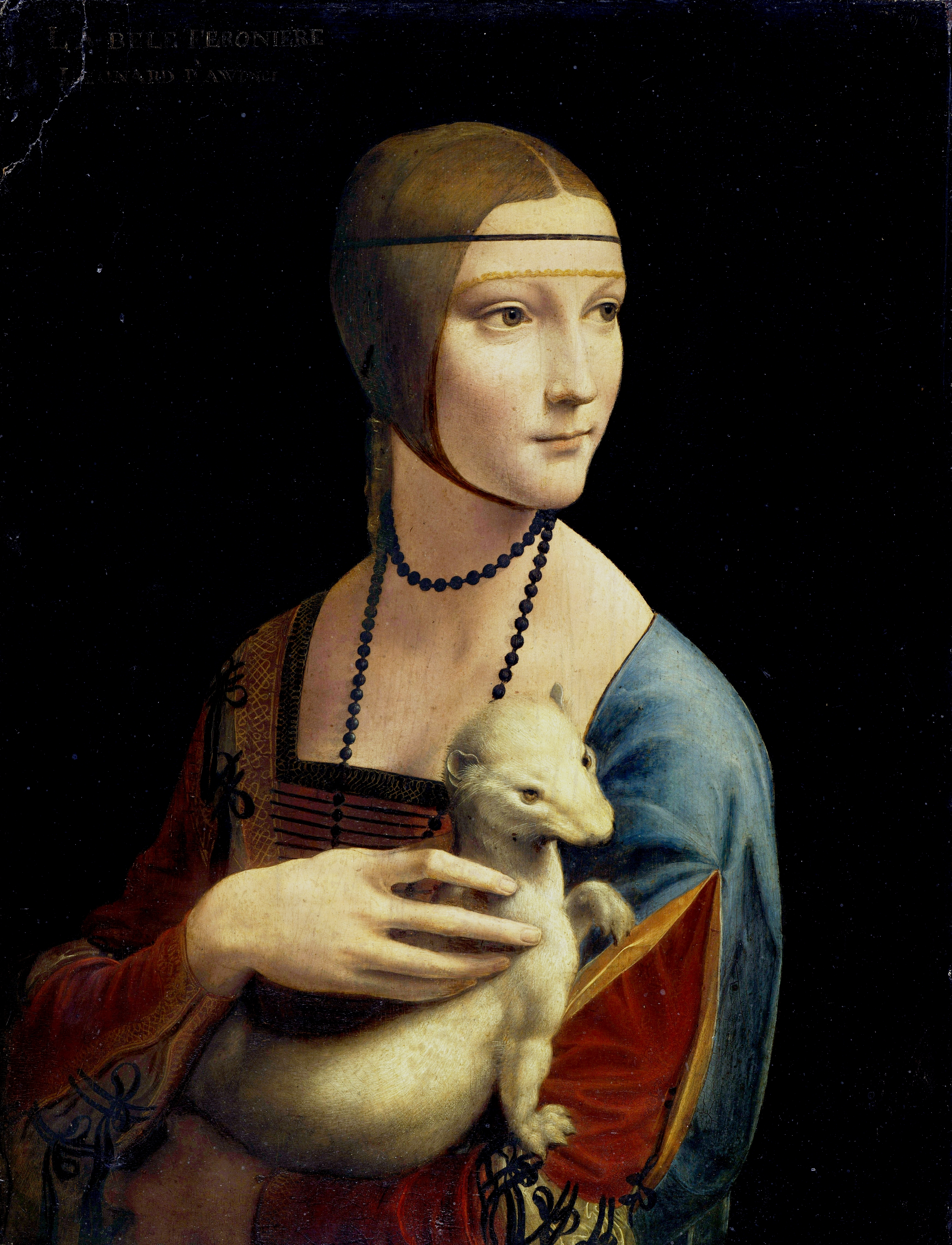
De Dame met de Hermelijn - Leonardo da Vinci (1483) - Olieverf op paneel